# Tourisme en Inde
 (novembre 2023).
 (novembre 2023).
La mise en forme du texte ne suit pas les recommandations de Wikipédia : il faut le « wikifier ».
Les points d'amélioration suivants sont les cas les plus fréquents. Le détail des points à revoir est peut-être précisé sur la page de discussion.
- Les titres sont pré-formatés par le logiciel. Ils ne sont ni en capitales, ni en gras.
- Le texte ne doit pas être écrit en capitales (les noms de famille non plus), ni en gras, ni en italique, ni en « petit »…
- Le gras n'est utilisé que pour surligner le titre de l'article dans l'introduction, une seule fois.
- L'italique est rarement utilisé : mots en langue étrangère, titres d'œuvres, noms de bateaux, etc.
- Les citations ne sont pas en italique mais en corps de texte normal. Elles sont entourées par des guillemets français : « et ».
- Les listes à puces sont à éviter, des paragraphes rédigés étant largement préférés. Les tableaux sont à réserver à la présentation de données structurées (résultats, etc.).
- Les appels de note de bas de page (petits chiffres en exposant, introduits par l'outil «  Source ») sont à placer entre la fin de phrase et le point final[comme ça].
- Les liens internes (vers d'autres articles de Wikipédia) sont à choisir avec parcimonie. Créez des liens vers des articles approfondissant le sujet. Les termes génériques sans rapport avec le sujet sont à éviter, ainsi que les répétitions de liens vers un même terme.
- Les liens externes sont à placer uniquement dans une section « Liens externes », à la fin de l'article. Ces liens sont à choisir avec parcimonie suivant les règles définies. Si un lien sert de source à l'article, son insertion dans le texte est à faire par les notes de bas de page.
- La présentation des références doit suivre les conventions bibliographiques. Il est recommandé d'utiliser les modèles {{Ouvrage}}, {{Chapitre}}, {{Article}}, {{Lien web}} et/ou {{Bibliographie}}. Le mode d'édition visuel peut mettre en forme automatiquement les références.
- Insérer une infobox (cadre d'informations à droite) n'est pas obligatoire pour parachever la mise en page.

Pour une aide détaillée, merci de consulter Aide:Wikification.
Si vous pensez que ces points ont été résolus, vous pouvez retirer ce bandeau et améliorer la mise en forme d'un autre article.

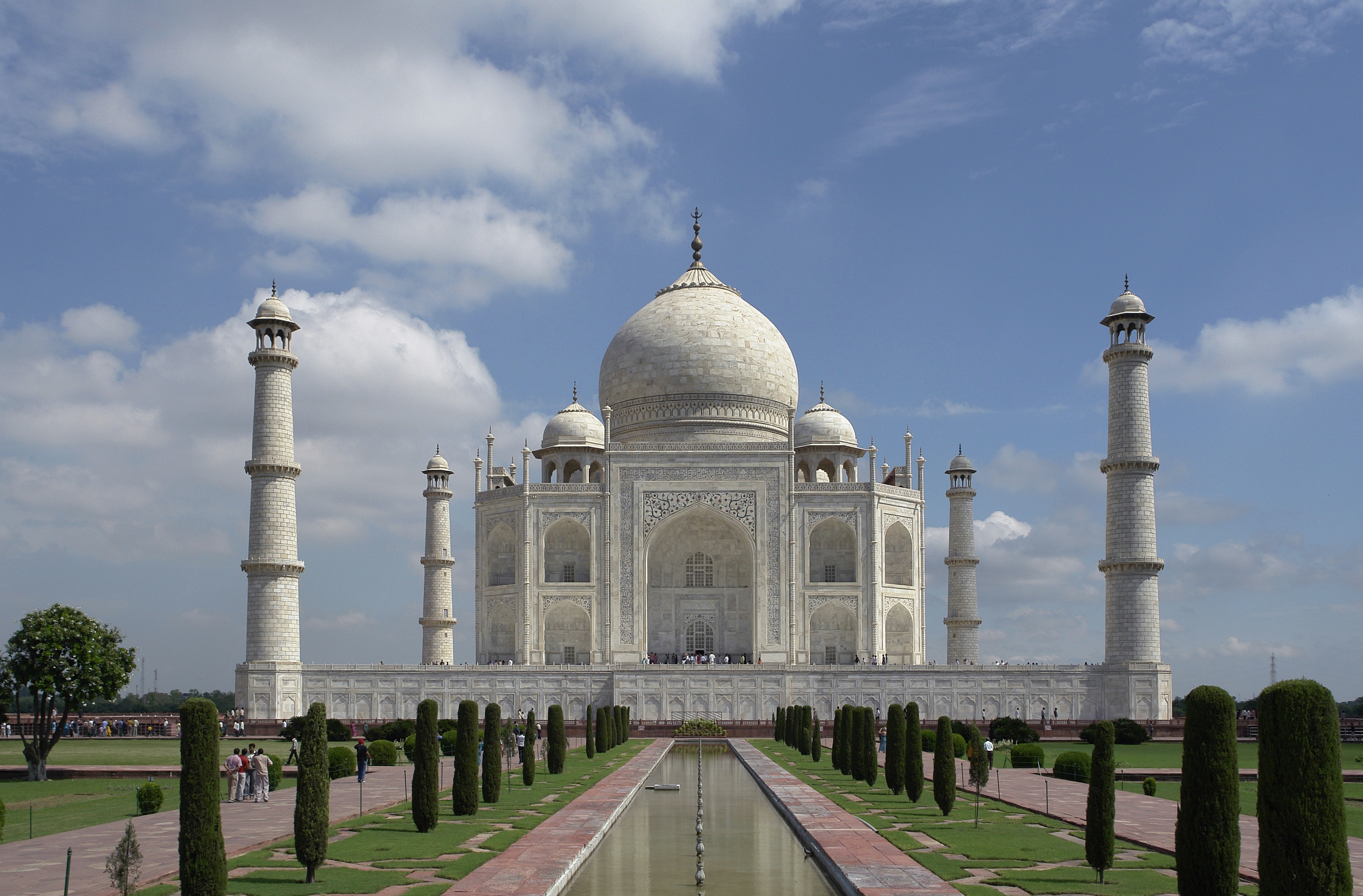
Le Taj Mahal, situé dans la ville d'Agra dans l'Uttar Pradesh attire tous les ans près de 3 millions de touristes. Il fait partie des 7 merveilles du monde moderne.

Le tourisme représente une part importante et en nette augmentation de l'économie indienne. Ainsi, entre 1990 et 2011, la part du tourisme dans le produit intérieur brut (PIB) indien a progressé de 229 %.
Selon une étude de la World Travel and Tourism Concil, le tourisme représente actuellement 6,4 % du PIB du pays, soit 121 milliards de dollars générés chaque année.
Quelque 39,3 millions d'emplois dépendent actuellement du tourisme, soit 7,9 % de la population.
Le tourisme médical est également un grand facteur de la croissance touristique du pays.
En 2011, 6,29 millions de touristes étrangers ont visité l'Inde, la plupart venant des États-Unis (16 %) et du Royaume-Uni (12,6 %). Les régions les plus visités sont Delhi, le Tamil Nadu et le Maharashtra. Les touristes visitent également les régions de l'Uttar Pradesh ou l'Andhra Pradesh. Les villes les plus visitées par les touristes sont Chennai, Delhi, Mumbai et Agra. Dans le monde, Chennai est classée 41e parmi les villes les plus visitées tandis que Delhi est classée 50e, Bombay 57e et Agra 65e.

## Politique des visas
Pour entrer sur son sol, l'Inde requiert des citoyens de la plupart des pays étrangers de posséder un passeport valide et de disposer d'un visa, qui doit leur avoir été attribué avant leur départ. La demande de visa doit être adressée à l'ambassade ou au consulat d'Inde et peut se faire par courriel, en personne ou par le biais d'une agence de voyages.
L'Inde a récemment mis en place un service en ligne à destination des citoyens de 40 pays pour faire une demande et recevoir un e-Tourist Visa.
Les citoyens bhoutanais, népalais et maldiviens n'ont pas besoin d'un visa pour entrer dans le pays.
Les citoyens afghans, argentins, bangladais, nord-coréens, jamaïcains, maldiviens, mauriciens, mongols, népalais, sud-africains et uruguayens n'ont pas besoin de payer[pas clair] pour obtenir leur visa.
Un Protected Area Permit (PAP) est requis pour entrer dans les États du Nagaland et du Sikkim, ainsi que pour une partie des Etats de l'Arunachal Pradesh, de l'Himachal Pradesh, du Jammu-et-Cachemire, du Manipur, du Mizoram, du Rajasthan et de l'Uttarakhand.
Un Restricted Area Permit (RAP) est requis pour accéder à l'archipel des îles Andaman-et-Nicobar et à certaines zones du Sikkim.
Un autre permis spécial est nécessaire pour se rendre aux îles Lakshadweep.

### e-Tourist Visa

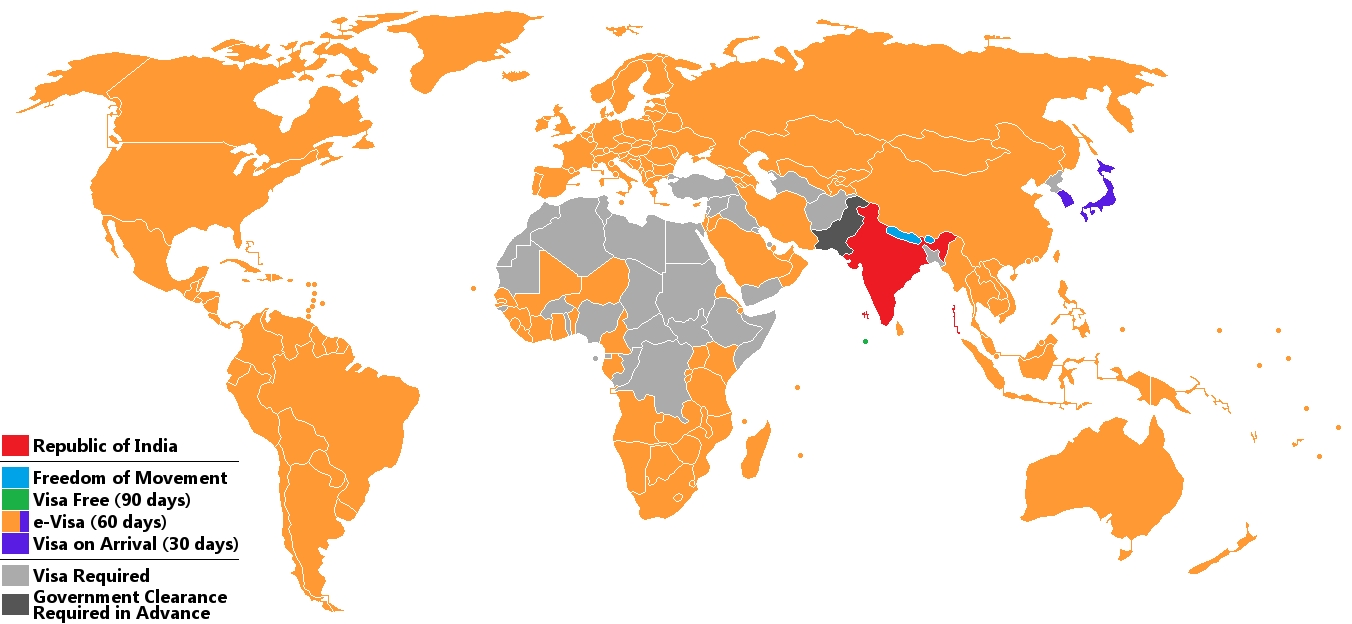
Politique des visas de l'Inde
Inde
Visa non requis
e-Tourist Visa
Visa requis

En 2015, le gouvernement indien a décidé de mettre en place une nouvelle politique de visas, le e-Tourist Visa, qui vise à faciliter l'obtention de visas touristiques, sans passer par un consulat ou un bureau d'attribution de visa et, ainsi, à augmenter les chiffres du tourisme.
Pour obtenir ce visa, le touriste doit faire une demande sur le site dédié. La demande doit être faite entre 4 à 30 jours avant la date de son arrivée sur le territoire indien. Une fois le visa obtenu (autorisation de voyage électronique), le passager doit l'imprimer et le présenter à son arrivée dans l'un des 31 aéroports internationaux et 6 ports maritimes participant au dispositif.
Les effets de cette politique sont immédiats : durant le mois d'octobre 2015, 56 477 touristes sont enregistrés avec un e-Tourist Visa, en augmentation de 1987,9 % par rapport aux 2 705 personnes enregistrées en octobre 2014. Entre janvier et octobre 2015, ce sont 2 058 182 personnes qui entrent en Inde avec ce nouveau visa, contre 21 995 sur la même période en 2014, soit une augmentation de 1073,8%.

## États les plus visités

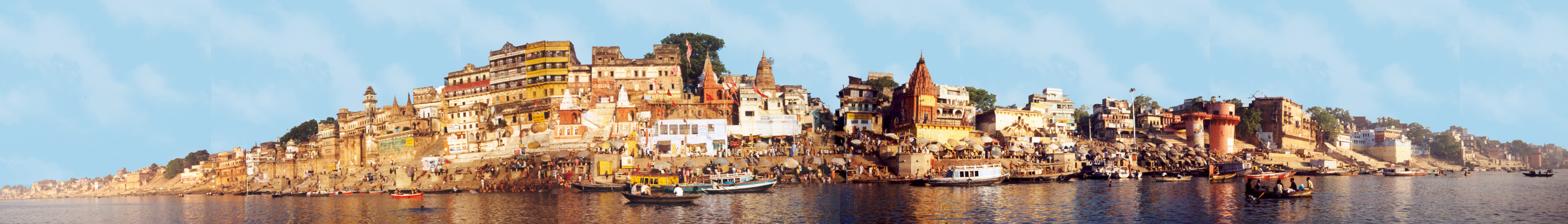
Panorama de Bénarès

| Classement | États                       | Visiteurs  | Pourcentage |
| ---------- | --------------------------- | ---------- | ----------- |
| 1          | Maharashtra                 | 4 815 421  | 24,7        |
| 2          | Tamil Nadu                  | 3 373 870  | 17,3        |
| 3          | Delhi                       | 2 159 925  | 11,1        |
| 4          | Uttar Pradesh               | 1 887 095  | 9,7         |
| 5          | Rajasthan                   | 1 351 974  | 6,9         |
| 6          | West Bengal                 | 1 213 270  | 6,2         |
| 7          | Bihar                       | 972 487    | 5,0         |
| 8          | Kerala                      | 732 985    | 3,8         |
| 9          | Karnataka                   | 574 005    | 2,9         |
| 10         | Himachal Pradesh            | 484 518    | 2,5         |
|            | Total des 10 premiers États | 17 565 550 | 90,1        |
|            | Autres                      | 1 929 329  | 9,9         |
|            | Total                       | 19 494 879 | 100         |

| Classement | États                       | Visiteurs   | Pourcentage |
| ---------- | --------------------------- | ----------- | ----------- |
| 1          | Uttar Pradesh               | 155 430 364 | 18,3        |
| 2          | Andhra Pradesh              | 153 119 816 | 18,0        |
| 3          | Tamil Nadu                  | 137 512 991 | 16,2        |
| 4          | Karnataka                   | 84 107 390  | 9,9         |
| 5          | Maharashtra                 | 55 333 467  | 6,5         |
| 6          | Madhya Pradesh              | 44 119 820  | 5,2         |
| 7          | Rajasthan                   | 27 137 323  | 3,2         |
| 8          | Uttarakhand                 | 25 946 254  | 3,0         |
| 9          | West Bengal                 | 22 256 968  | 2,6         |
| 10         | Gujarat                     | 21 017 478  | 2,5         |
|            | Total des 10 premiers États | 725 981 871 | 85,3        |
|            | Autres                      | 124 874 769 | 14,7        |
|            | Total                       | 850 856 640 | 100         |

## Monuments historiques et villes
- Tourisme en Inde par ville (en)
- Taj Mahal : symbole de l'Inde à l'étranger, ce temple-mémorial est l'un des sites les plus réputés du pays. Situé à Agra dans l'Uttar Pradesh, il a été construit entre 1631 et 1953 par l'empereur Shah Jahan, en hommage à sa femme Arjumand Bânu Begam. Le Taj Mahal lui sert de tombeau.
- Fatehpur-Sikrī : capitale de l'Empire moghol entre 1571 et 1584, cette ville parfaitement conservée, construite par l'empereur Akbar, est un témoignage remarquable de l'architecture indienne du XVIe siècle. Inscrite au patrimoine de l'UNESCO, la ville se trouve à proximité d'Agra (Uttar Pradesh).
- Varanasi : cette ville de l'Uttar Pradesh est située au bord du Gange. Elle attire de nombreux pèlerins grâce à son statut de ville sacrée de l'hindouisme. Plus de 3 millions d'habitants vivent à Varanasi. D'essence spirituelle, Bénarès est une ville qui malgré son lien avec la mort, véritable Styx de l'Orient, fascine et a fasciné bon nombre d'étrangers et de grands conquérants.
- Temple de la Mahabodhi : temple datant de plus de 2000 ans, dédié à Bouddha, situé à une centaine de kilomètres de Patna, inscrit au patrimoine mondial depuis 2002.
- Nâlandâ : ancien monastère bouddhiste ayant compté à son apogée 10 000 moines, dans l'État du Bihar, à proximité de la frontière népalaise.
- Temple de Brihadesvara : Grand temple de style dravidien, situé à Tanjore, dans le Tamil Nadu, au sud de l'Inde.
- Lucknow : capitale de l'Awadh et de l'actuel État d'Uttar Pradesh, la cité des nawabs (titre royal) est le centre de la foi chiite et de la langue persane dans le sous-continent indien. Son centre historique ainsi que sa gastronomie et sa culture sont autant d'arguments de visite pour le voyageur.
- Temple du Rivage : Ce temple, construit entre 700 et 728, dans le Tamil Nadu, au bord du golfe du Bengale, au sud de Madras, consacré à Shiva, est inscrit au patrimoine mondial.
- Hampi : l'actuel village d'Hampi, situé dans le district de Bellary, au Karnataka (Centre/Sud), est la localité où se trouve Vijayanagara, capitale de l'Empire de Vijayanagara, qui fut jadis une des cités les plus grandes et les plus prospères du monde.
- Jaipur : la ville rose, comme on la surnomme, est l'une des premières villes planifiées au monde, par Sawai Jai Singh II d'Amber qui en fit sa nouvelle capitale. Le centre historique est l'un des mieux conservés d'Inde, ayant eu la chance de jouir d'une législation protectrice dès les années 1970.
- Temple de Meenakshi Sundareshwar : plus connu sous le nom de Temple de Meenakshi, constitue le cœur de la ville plurimillénaire de Madurai, l'Athènes de l'Orient, dans l'État du Tamil Nadu au sud-est de l'Inde.
- Pondichéry : certainement la ville ''indienne'' la plus connue dans le monde francophone, en raison de son lien à la France depuis presque 300 ans, cultivant ainsi une histoire et un héritage commun. De cette aventure, il ne reste plus qu'une importante communauté de franco-pondichériens et le centre historique, où le visiteur peut se rendre compte de l’ampleur des échanges des idées entre ces deux civilisations.
- Hyderabad : capitale du Deccan, Hyderabad a un nom aux sonorités assez persanes, reflétant parfaitement son âme et son histoire. Chef-lieu d'une des principautés les plus vastes et les plus richissimes des Indes, la cité des nizams (titre royal) est dotée d'un héritage culturel important : gastronomie, littérature, architecture, artisanat, ... La ville est également un pivot de la Silicon Valley indienne, marquant ainsi une dualité avec son côté historique. C'est une des destinations tendances du pays, élue même second meilleur endroit à voir en 2015 par le magazine National Geographic Traveler[13].
- Ajanta : les grottes d'Ajanta, classées au Patrimoine mondial, forment un vaste centre religieux et universitaire bouddhiste datant de l'Antiquité. Taillées à même la roche, ces trésors de l'architecture rupestre indienne sont situés dans le district d'Aurangabad, au Maharashtra (Centre/Sud).
- Temple d'Or : ce temple recouvert d'or est un lieu saint pour les Sikhs. Il se situe à Amritsar dans le Penjab, au nord-ouest de l'Inde.
- Udaipur : la ville blanche, comme on la surnomme, est une des destinations les plus romantiques d'Inde, associée avec le célèbre James Bond durant ses pérégrinations dans Octopussy. Dominée par les Aravallis et entourée par plusieurs lacs, la ville est constituée de palais, de jardins et de havelis.
- Temple du Lotus : grand temple moderne situé à New Delhi, dont il est un des symboles.
- Palais des vents : également appelé Hawa Mahal, ce grand palais de la ville de Jaipur est un chef-d’œuvre de l’architecture rajput.
- Taj Mahal Palace & Tower : inauguré en 1903, cet hôtel de luxe (5 étoiles), construit par le groupe Tata, devenu un des symboles de Bombay, au même titre que le Chhatrapati Shivaji Terminus, gare dédiée à la reine Victoria.
- Victoria Memorial : ce mémorial rend hommage à la reine à statut d'impératrice des Indes avant l’obtention de l'indépendance en 1947.

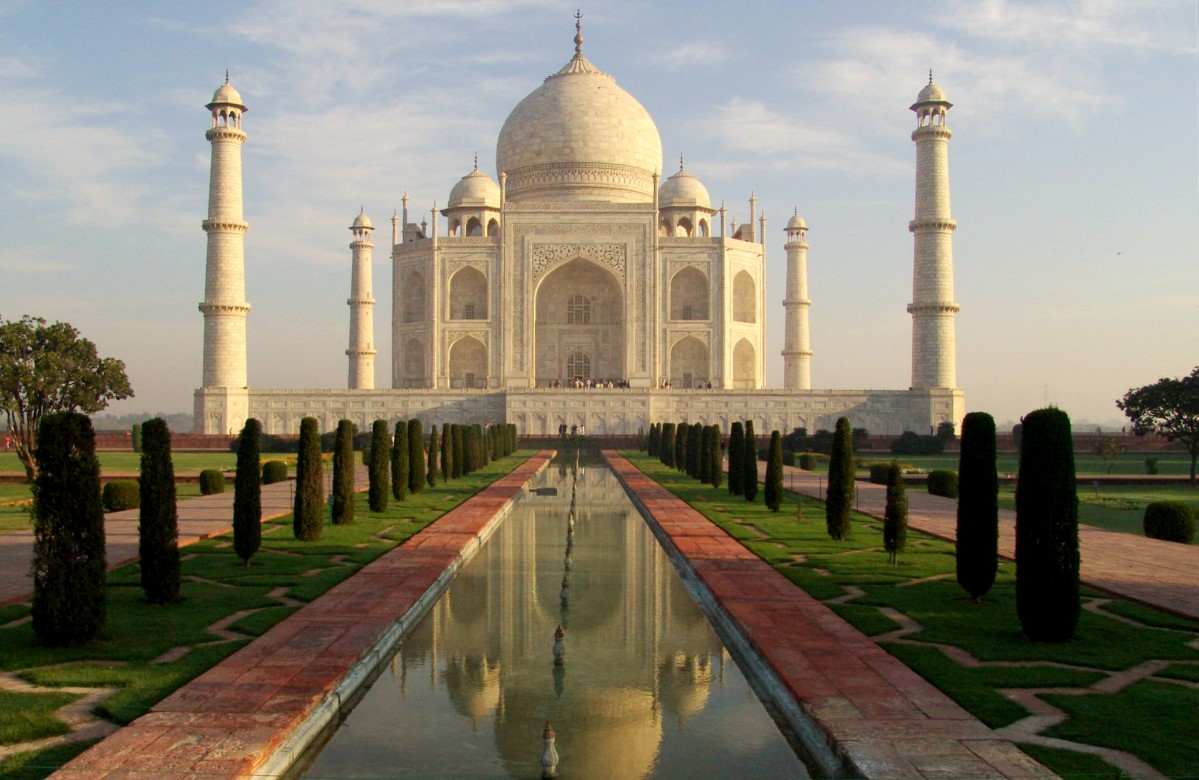
Le Taj Mahal, symbole de l'Inde dans le monde.
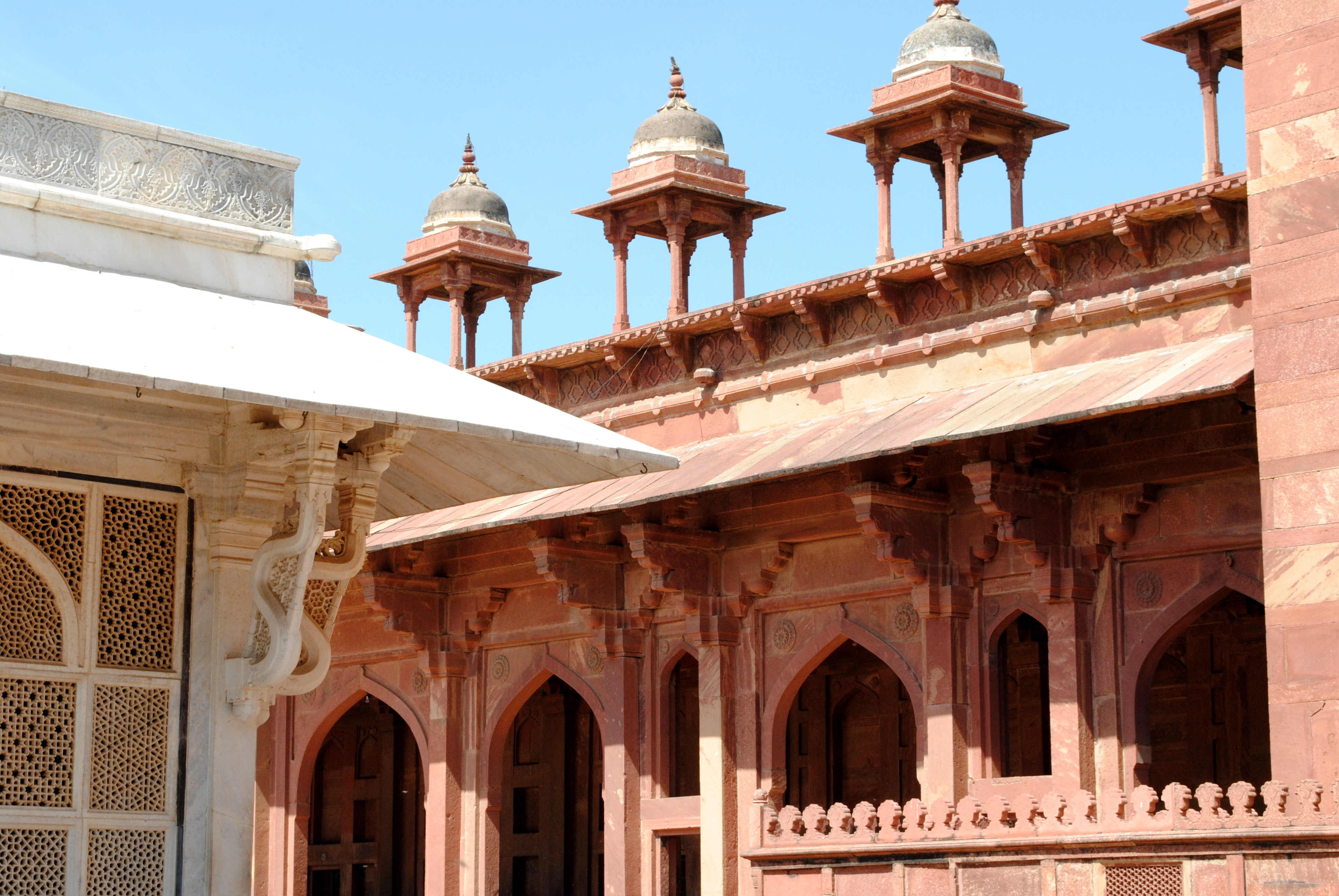
Fatehpur-Sikri fut l'ancienne capitale de l'Empire moghol.
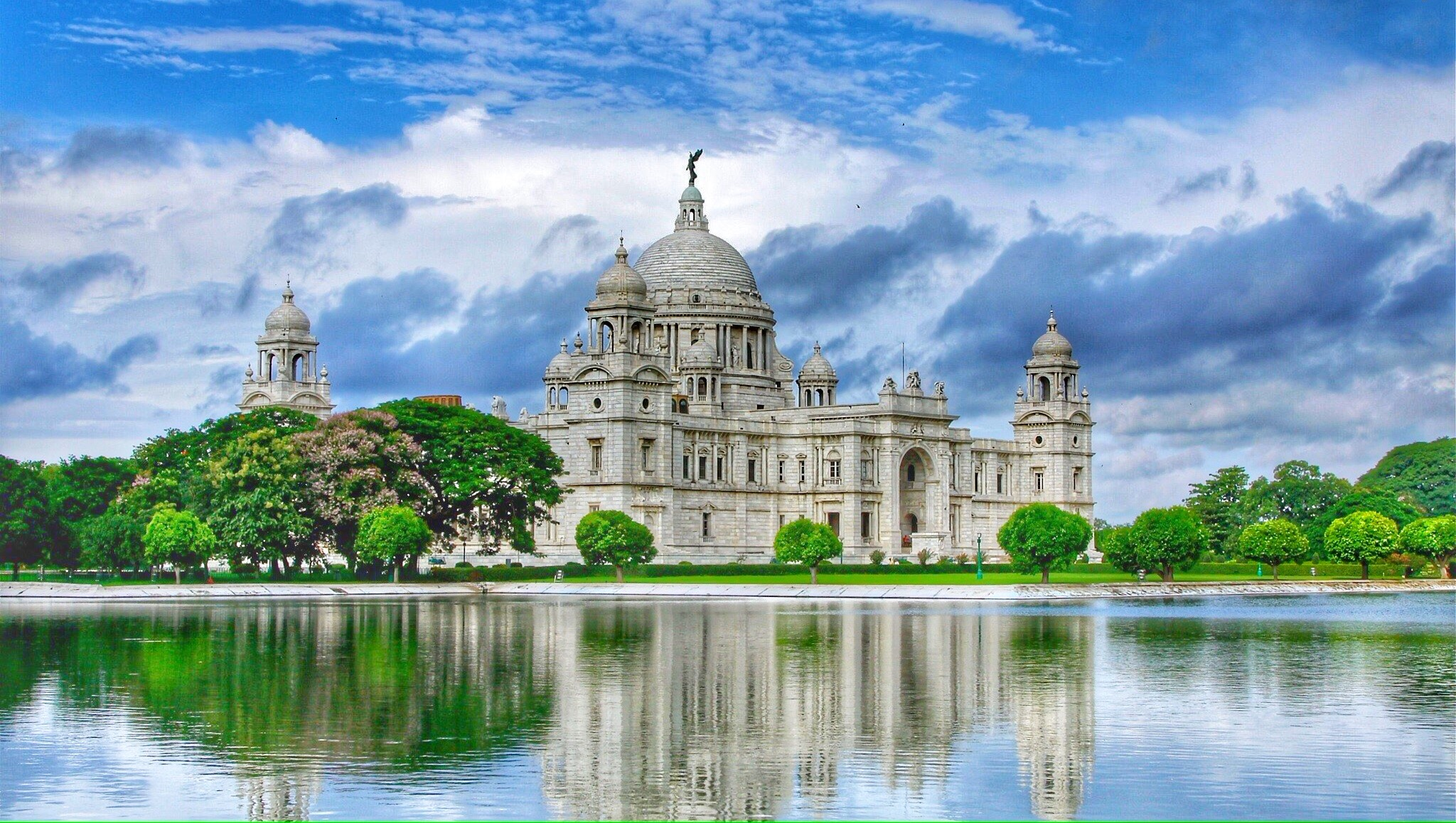
Le Victoria Memorial à Calcutta a été bâti en l'honneur de la reine éponyme.
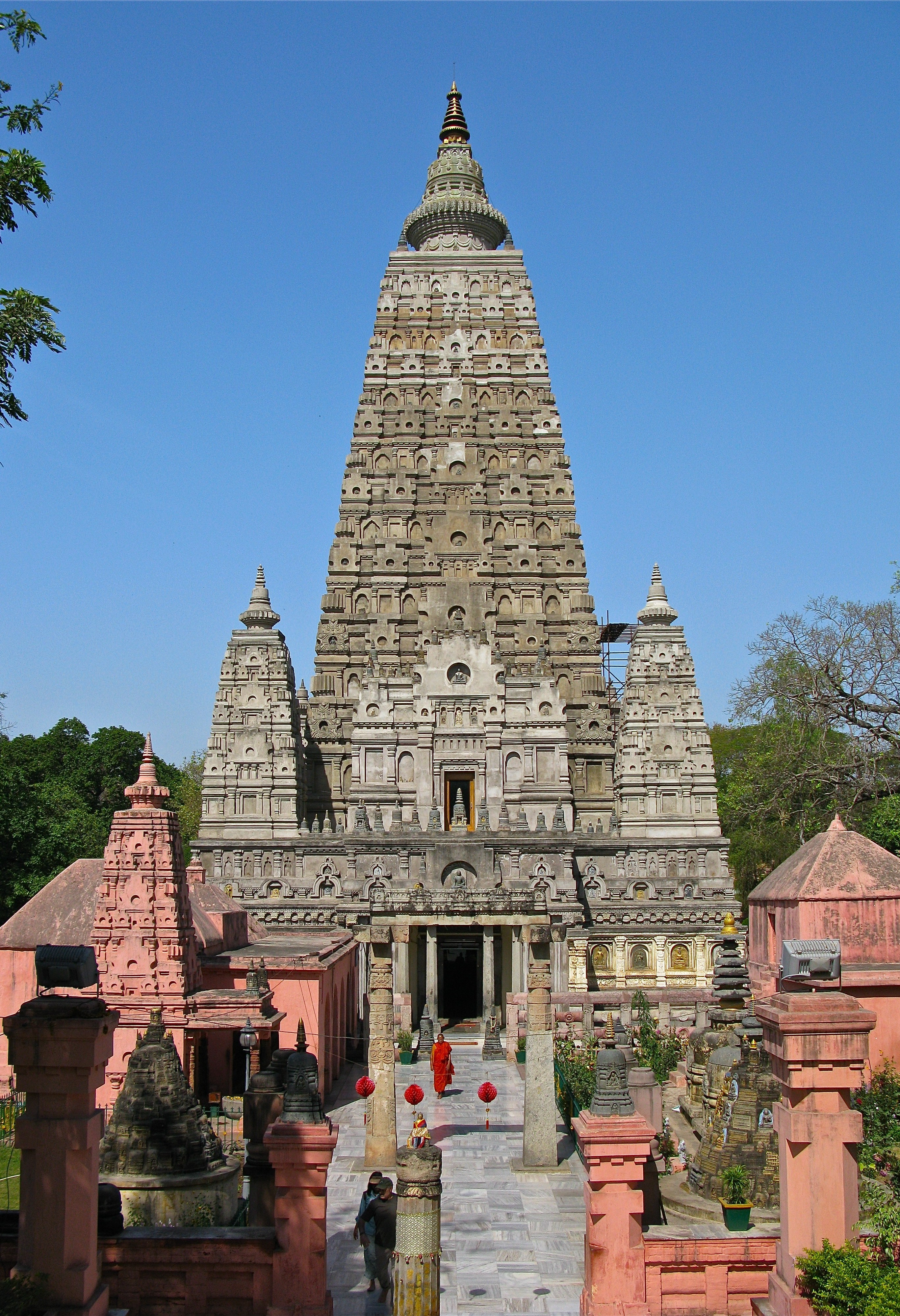
Temple de la Mahabodhi à Bodhgaya.
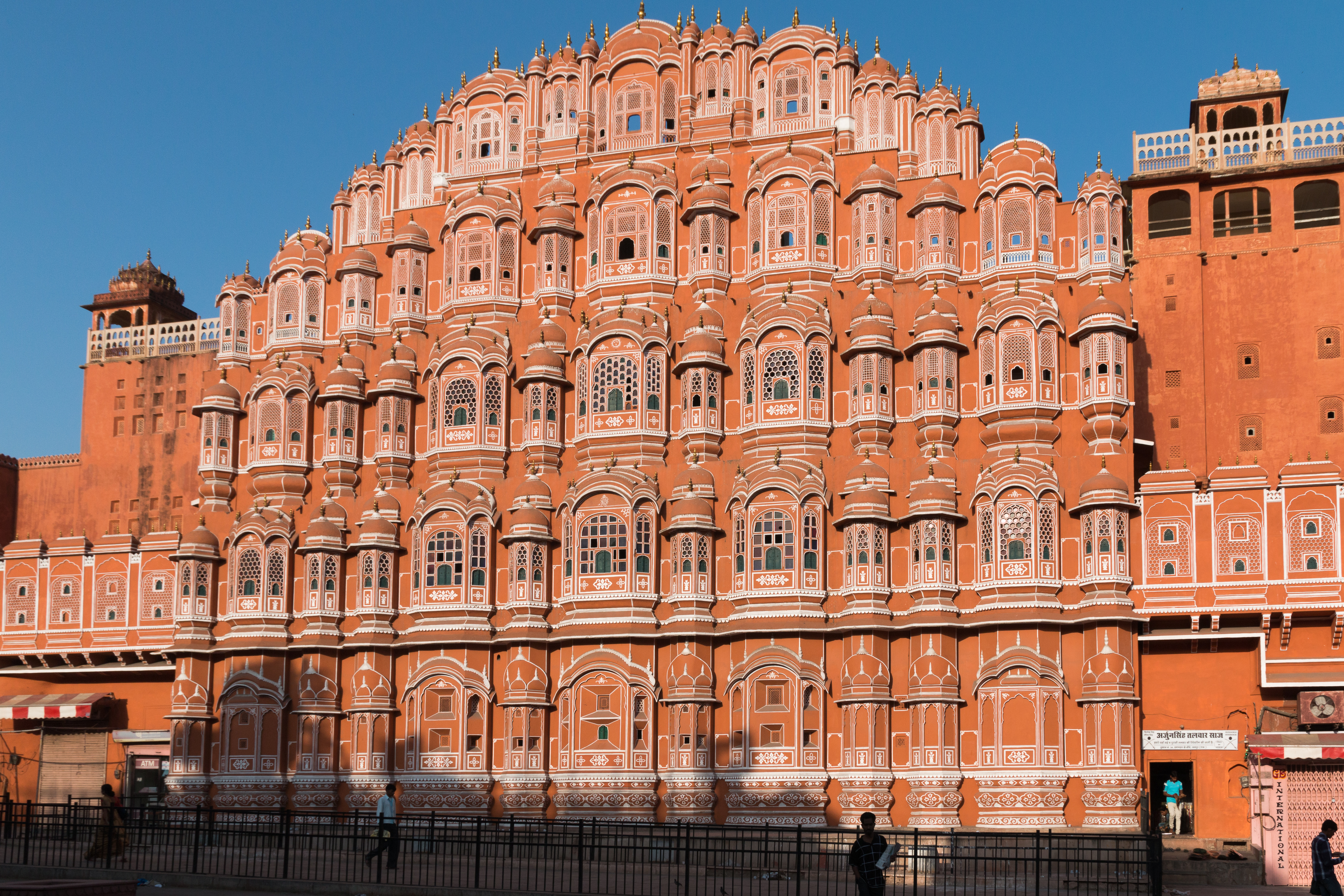
Le Palais des vents au plein cœur du centre historique de Jaipur.
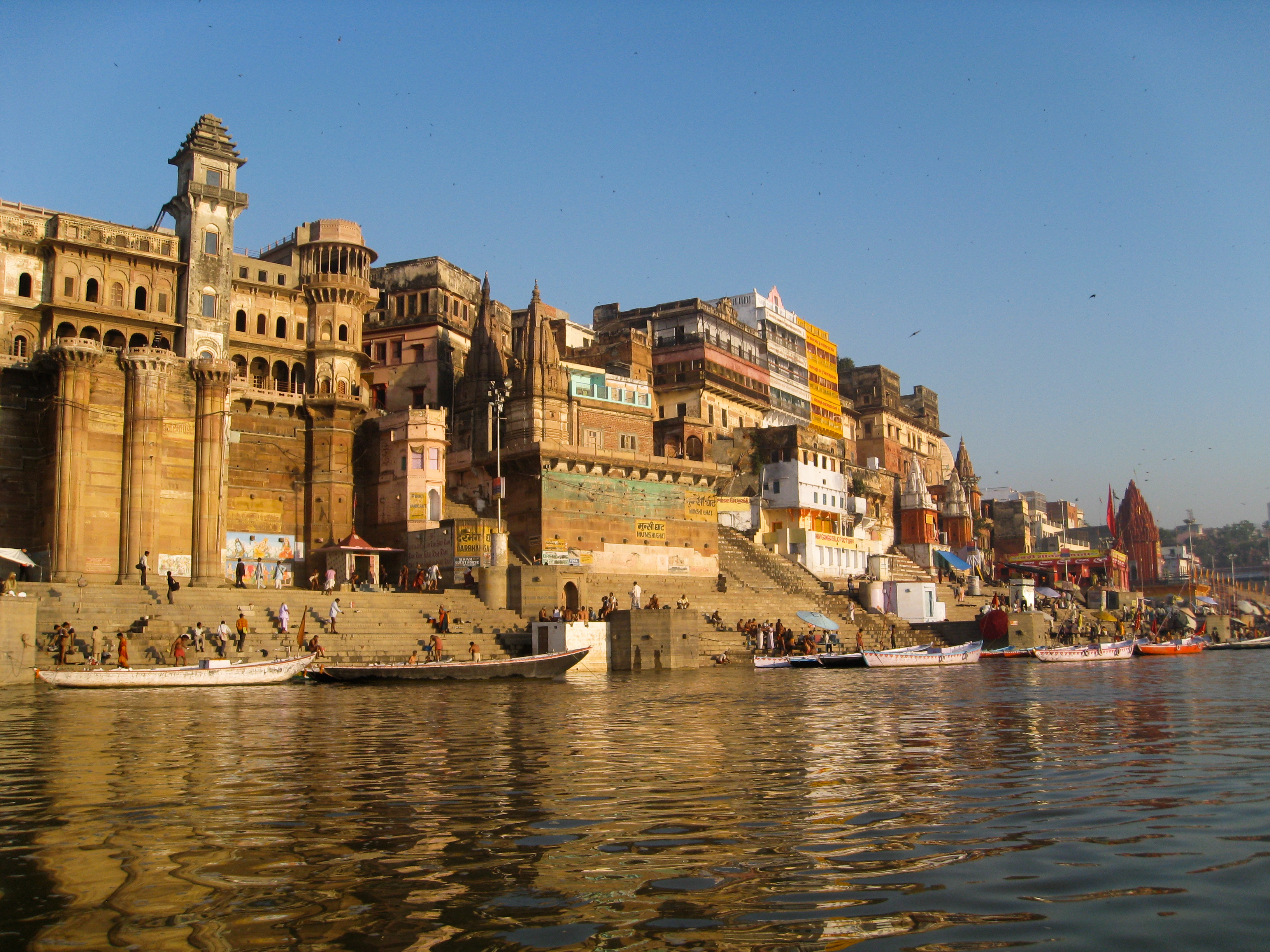
Varanasi ou Bénarès, est la ville éternelle nombril de l'Inde, situé sur les bords du Gange.
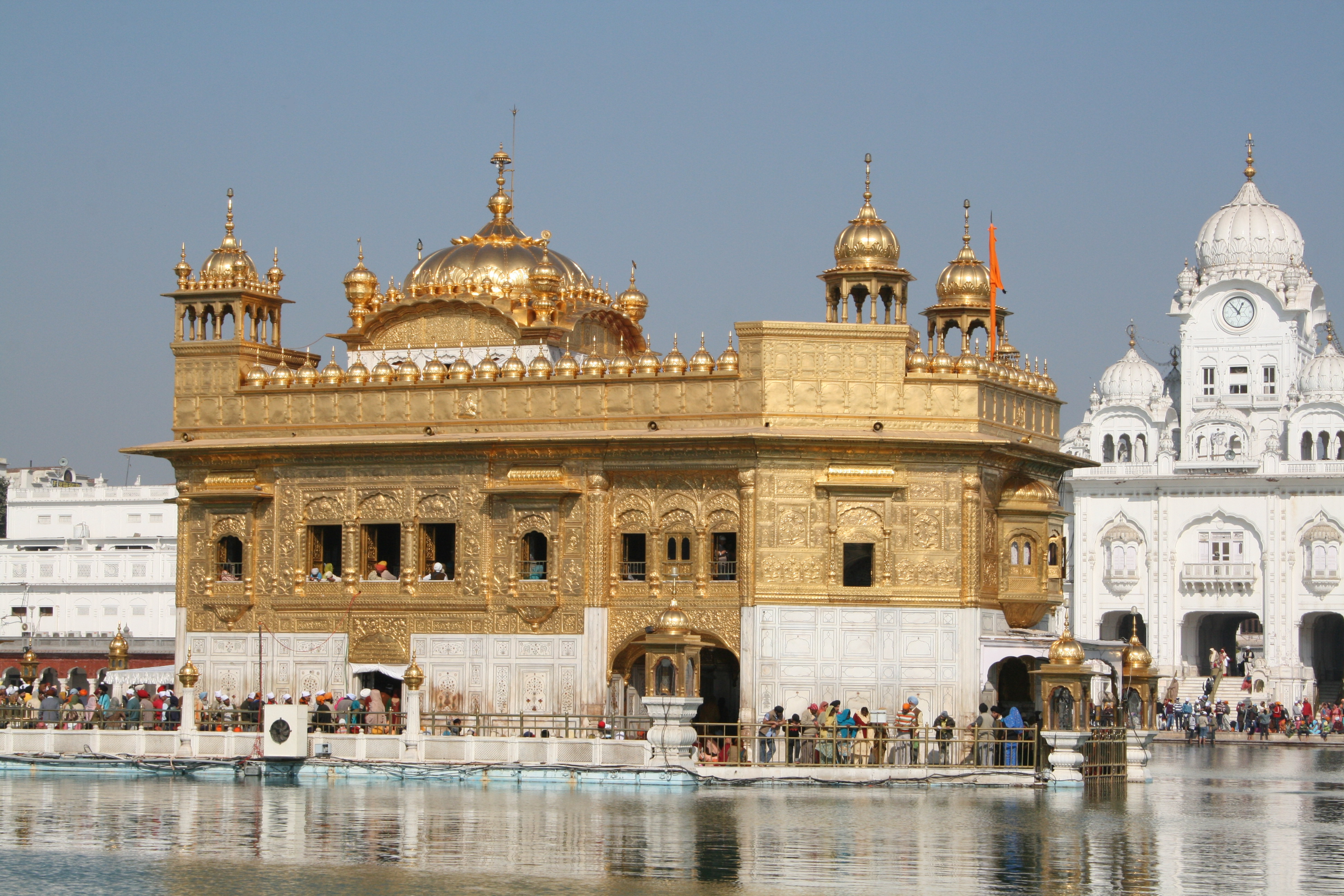
Le Temple d'Or à Amritsar (Penjab) est le lieu le plus saint dans la religion sikhe.
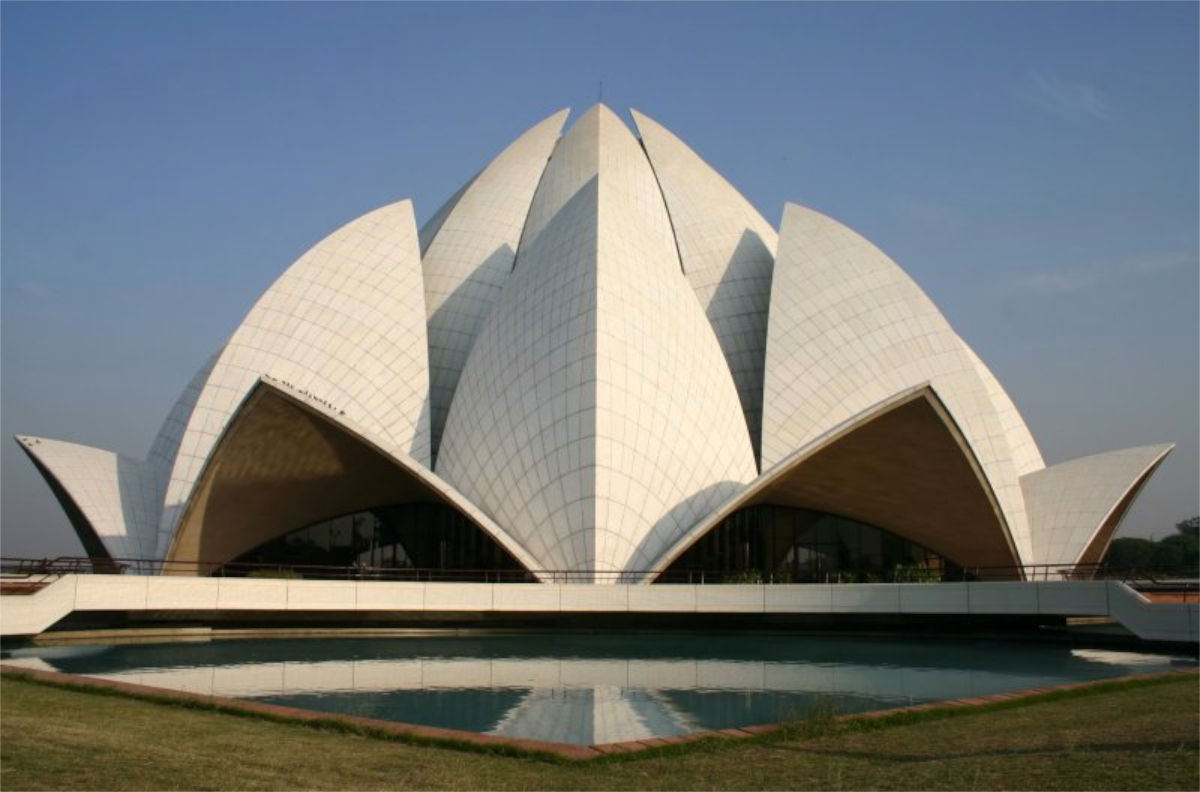
Le Temple du Lotus à Delhi, est une œuvre contemporaine emblématique de la ville.
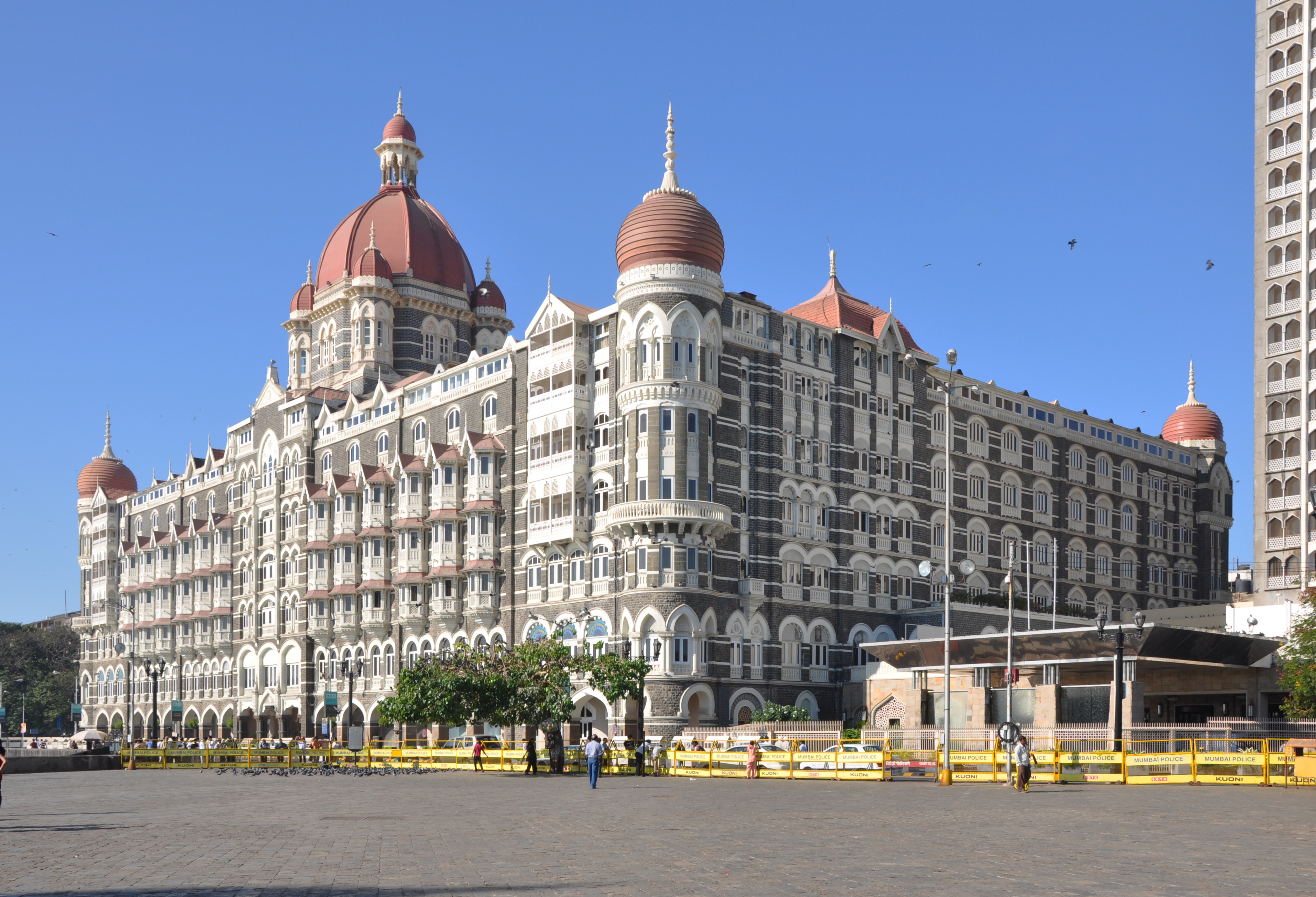
Le Taj Mahal Palace, l'hôtel le plus célèbre d'Inde et icône de Mumbai (Bombay).
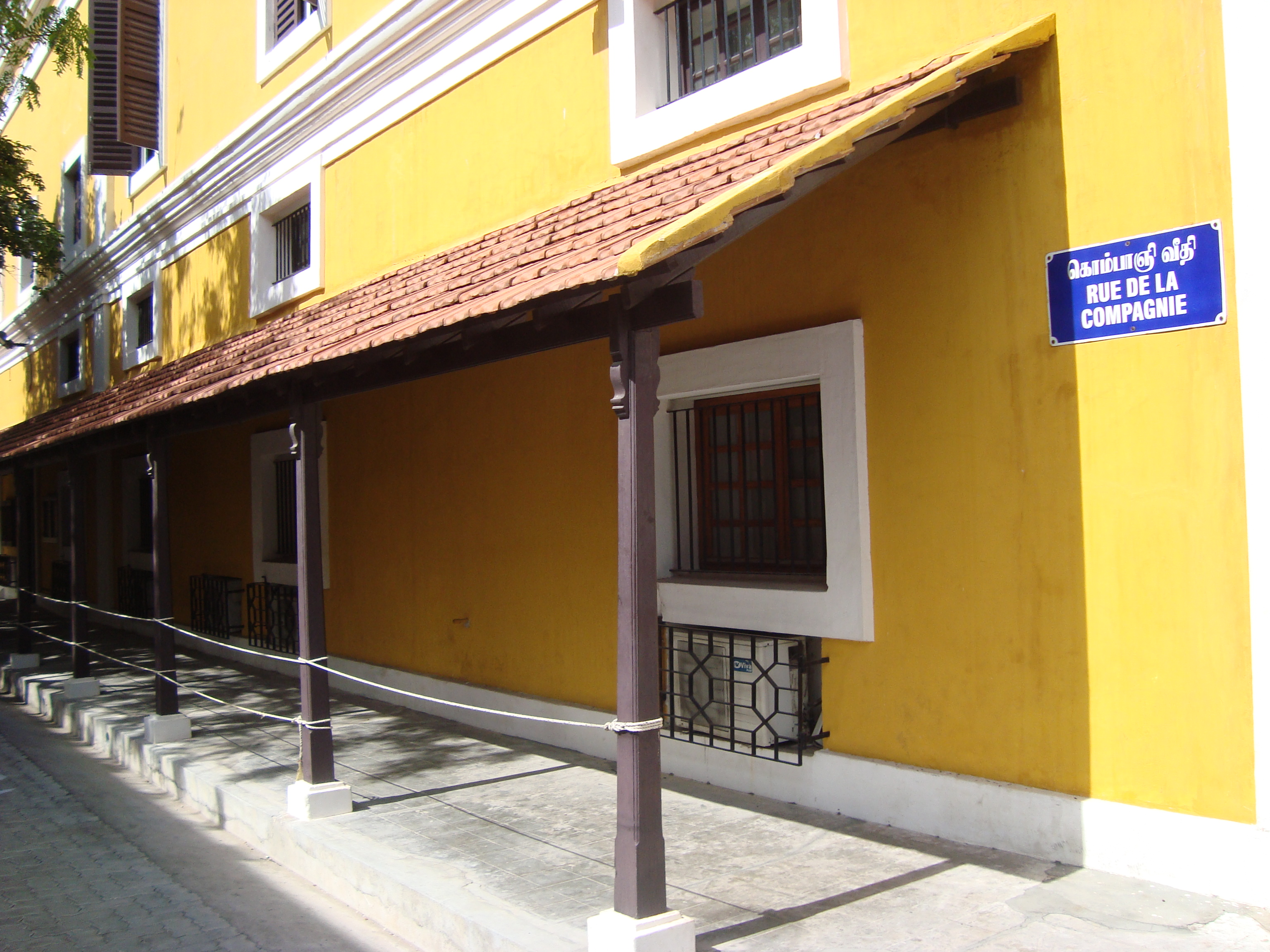
Rue dans le centre historique de Pondichéry, ancien comptoir français.
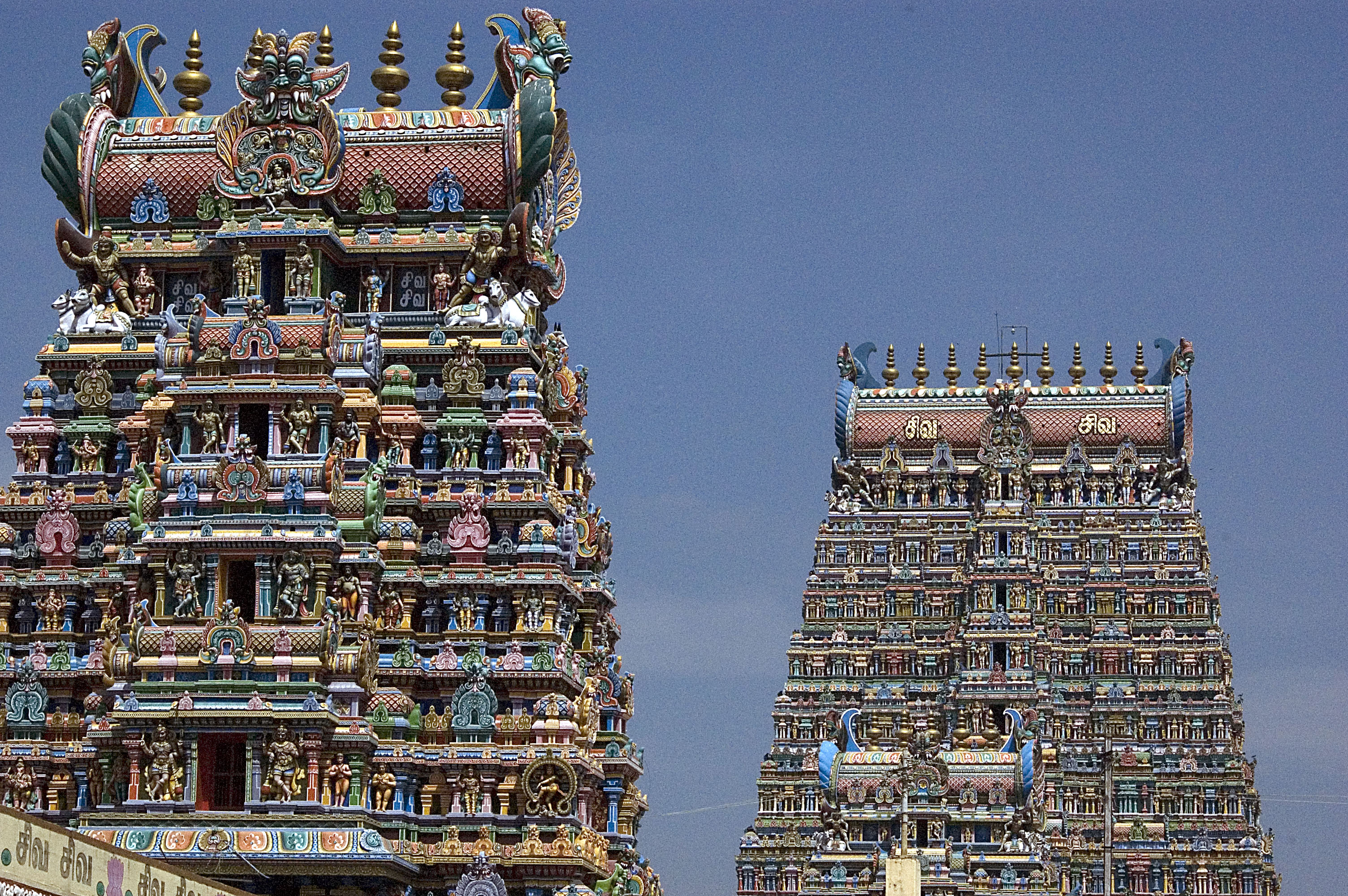
Les imposants gopurams du Temple de Meenakshi à Madurai (Tamil Nadu), l'un des plus importants de toute l'Inde.
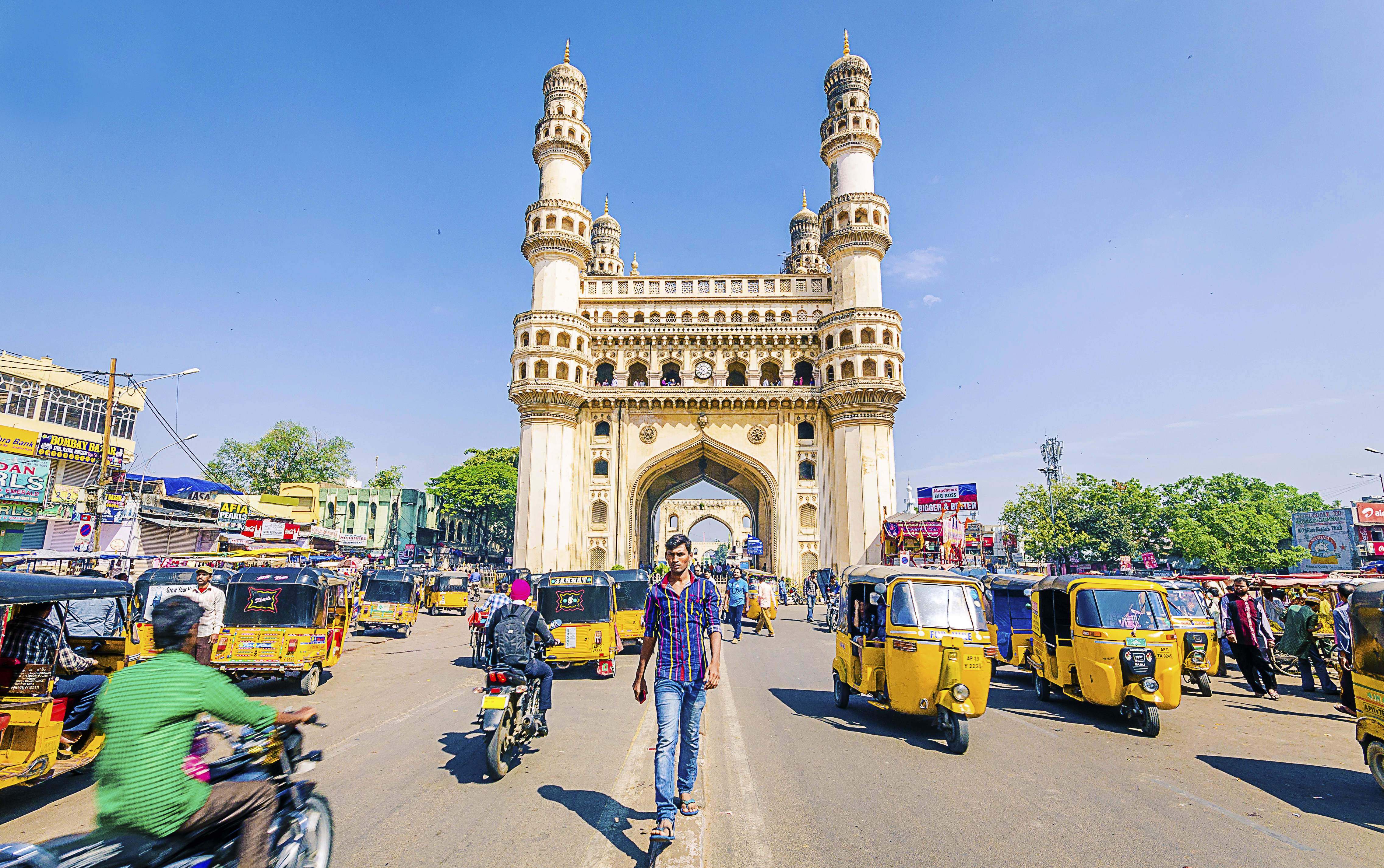
Le Charminar, le monument le plus emblématique d'Hyderabad.
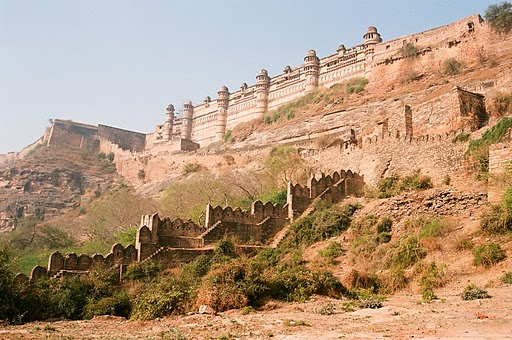
Le fort de Gwalior, dans le nord du Madhya Pradesh.
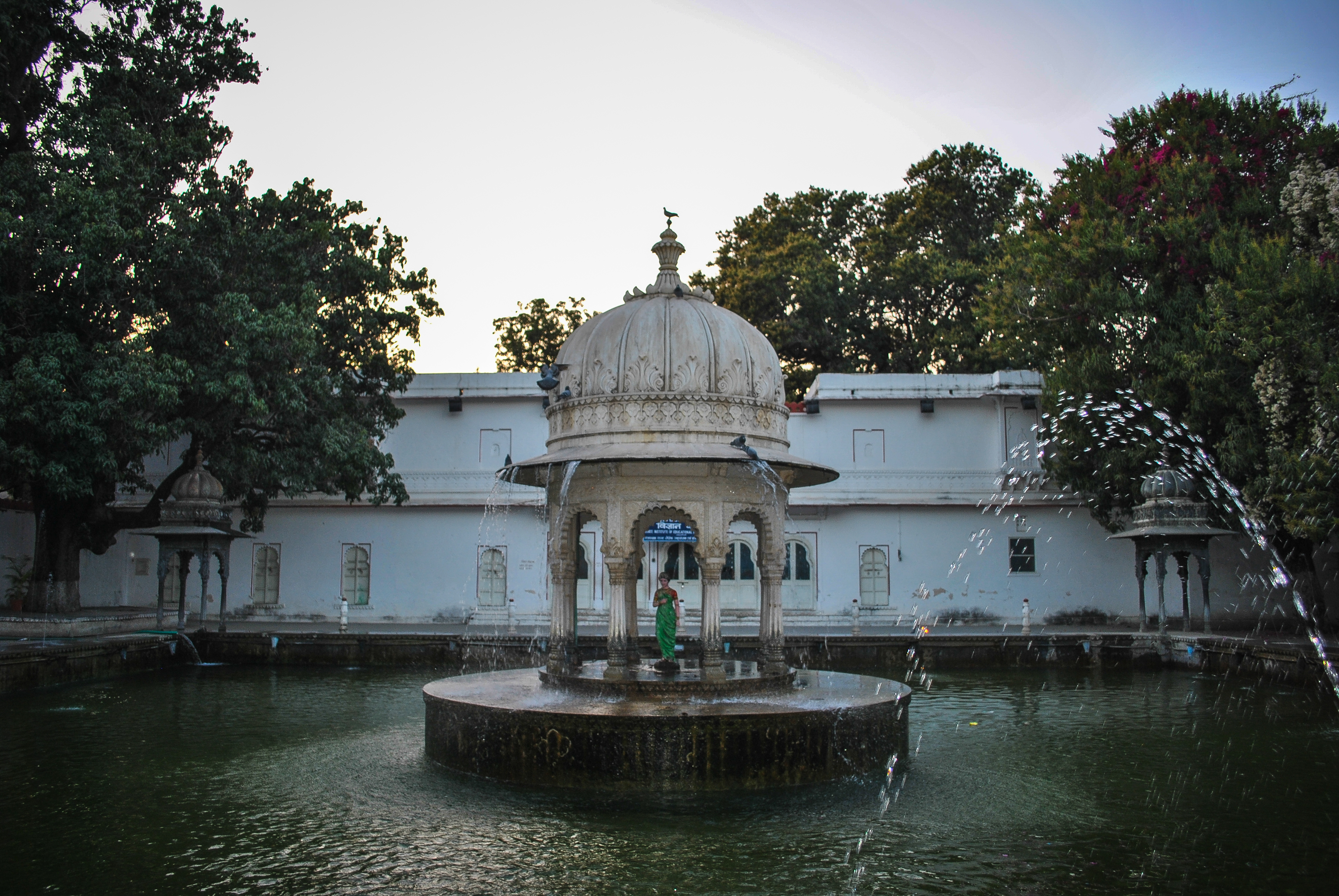
Le jardin de Saheliyon-ki-Bari à Udaipur (Rajasthan).
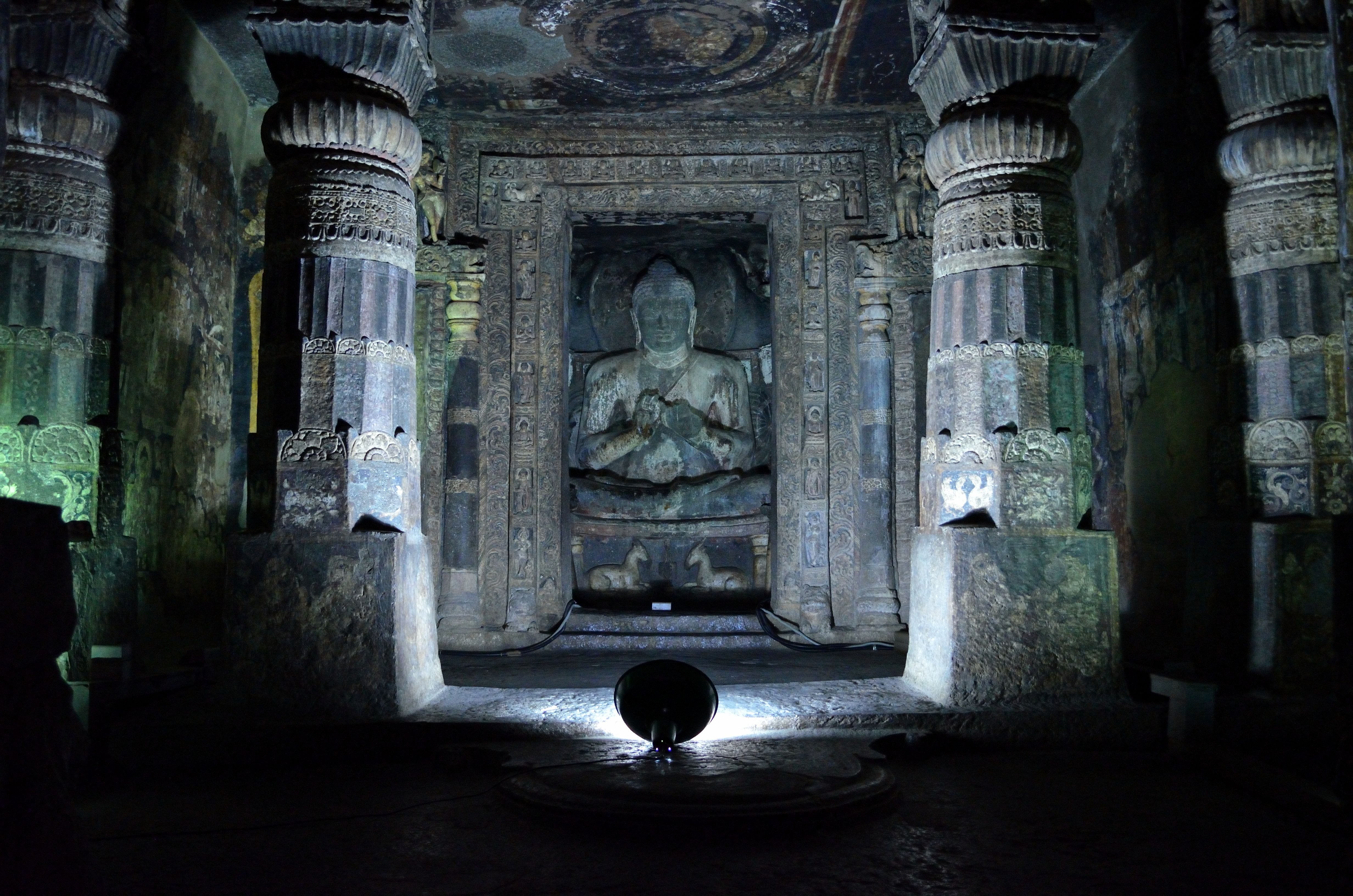
Les grottes sculptées d'Ajanta sont une prouesse architecturale de l'Antiquité indienne.
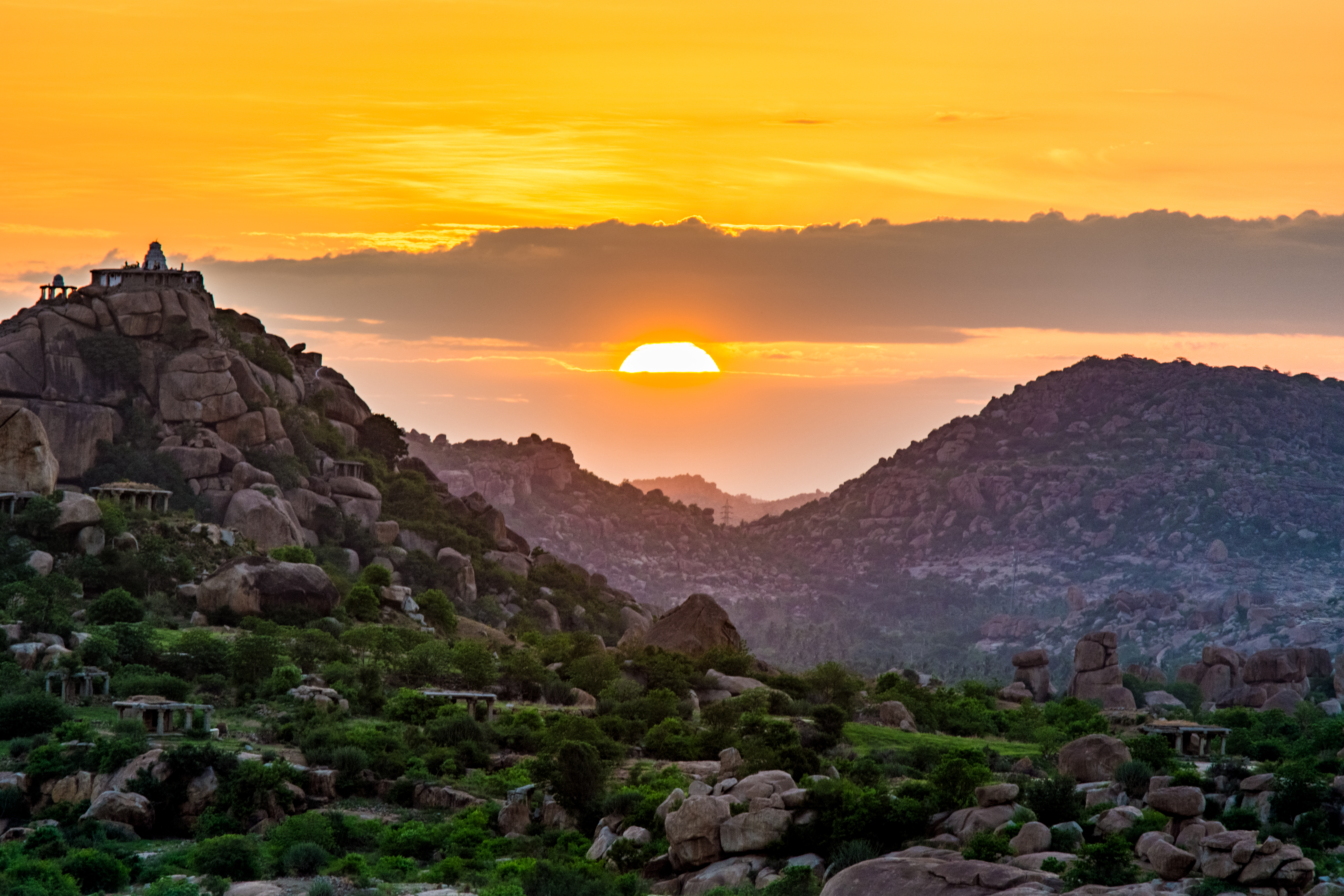
Hampi est un site exceptionnel qui fut jadis une des villes les plus importantes au monde.
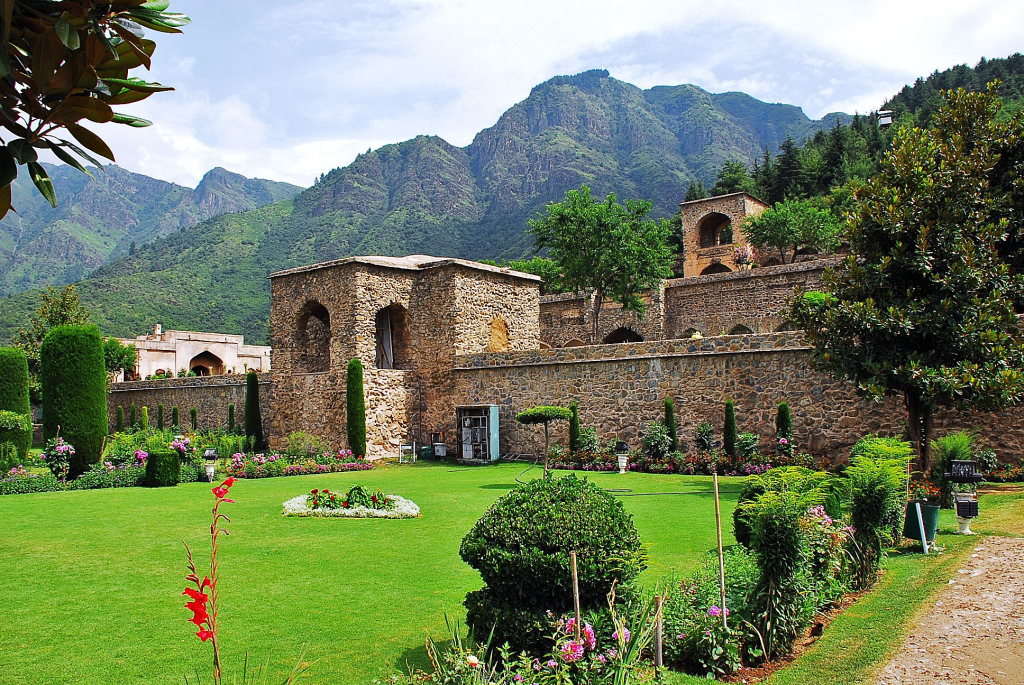
Les jardins du Pari Mahal à Srinagar, Jammu-et-Cachemire.
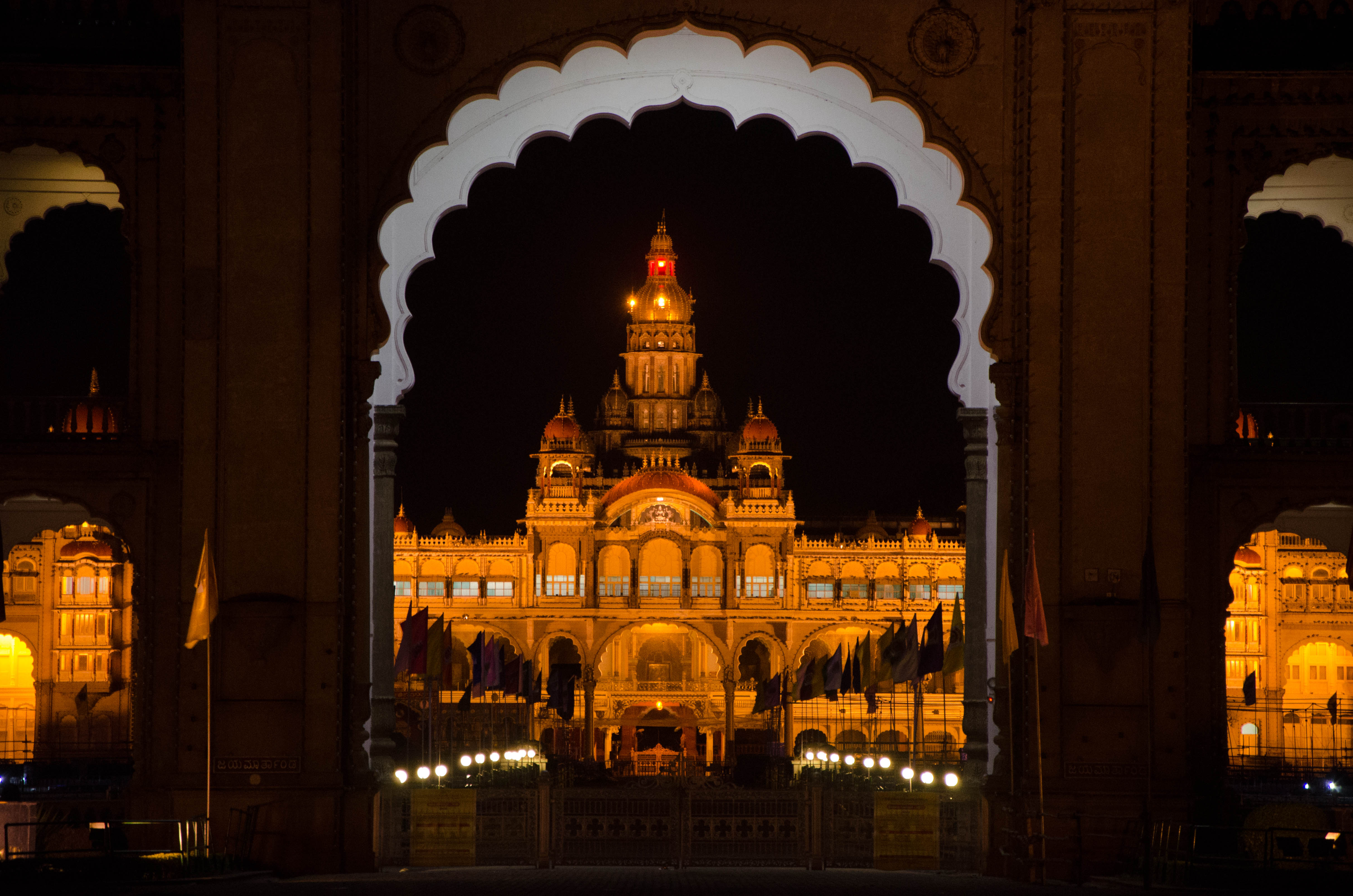
Vue nocturne du palais de Mysore, cité princière opulente du sud de l'Inde.

## Autres lieux touristiques
Hormis les monuments historiques, l'Inde attire également grâce à son patrimoine naturel. Parmi eux, on peut citer le désert du Thar, les Ghats occidentaux ou le lac Tsongmo. Les plages indiennes attirent également de nombreux touristes, notamment les côtes occidentales de Konkan et de Malabar. La chaîne de montagne de l'Himalaya est également très prisée par les sportifs notamment. La faune et la flore très diversifiée est également un atout.
- Backwaters : Un des paysages les plus célèbres d'Inde, qui constitue une part non négligeable du territoire de l'État du Kerala. C'est une région naturelle de canaux, de lacs et d'îles formée par les fleuves rencontrant la mer d'Arabie.
- Parc national de Kaziranga : Situé le long du Brahmapoutre dans la vallée d'Assam, dans l'État éponyme, le parc national de Kaziranga est l'une des réserves naturelles les plus célèbres d'Inde, abritant une densité importante de faune rare, dont le rhinocéros unicorne qui est la véritable mascotte du parc.
- Gulmarg : Village dominant la vallée du Cachemire depuis les versants orientaux du Pir Panjal, est la station de ski la plus en vue d'Inde.
- Kovalam : La plus célèbre des stations balnéaires du Kerala, situé non loin de la capitale Thiruvananthapuram.
- Ghats occidentaux : Chaîne montagneuse du sud de l'Inde longeant la côte Ouest, les Ghats occidentaux sont un des points chauds de biodiversité de la planète qui forment un ensemble de sites classé au patrimoine mondial. C'est une région qui offre de nombreux intérêts pour l'éco-tourisme grâce au trekking, l'escalade, le rafting, l'observation de la vie sauvage, ...
- Ladakh : Région la plus septentrionale d'Inde, le Ladakh est un territoire montagneux élevé situé de l'autre versent de l'Himalaya. C'est une des dernières "reliques" vivantes de la civilisation tibétaine, qui offre au visiteur un important patrimoine culturel et naturel à découvrir. C'est une des destinations les plus populaires en Inde parmi les étrangers.
- Parc national de Ranthambore : Zone de conservation d'une population importante de tigre, le parc national de Ranthambore est parmi les plus visités du pays. Jouissant à la différence des autres parcs nationaux d'un héritage historique important, notamment le fort (classé au patrimoine mondial) et les pavillons de chasse de cette ancienne réserve ayant connu les célèbres battues de plaisir des rajas de la région.

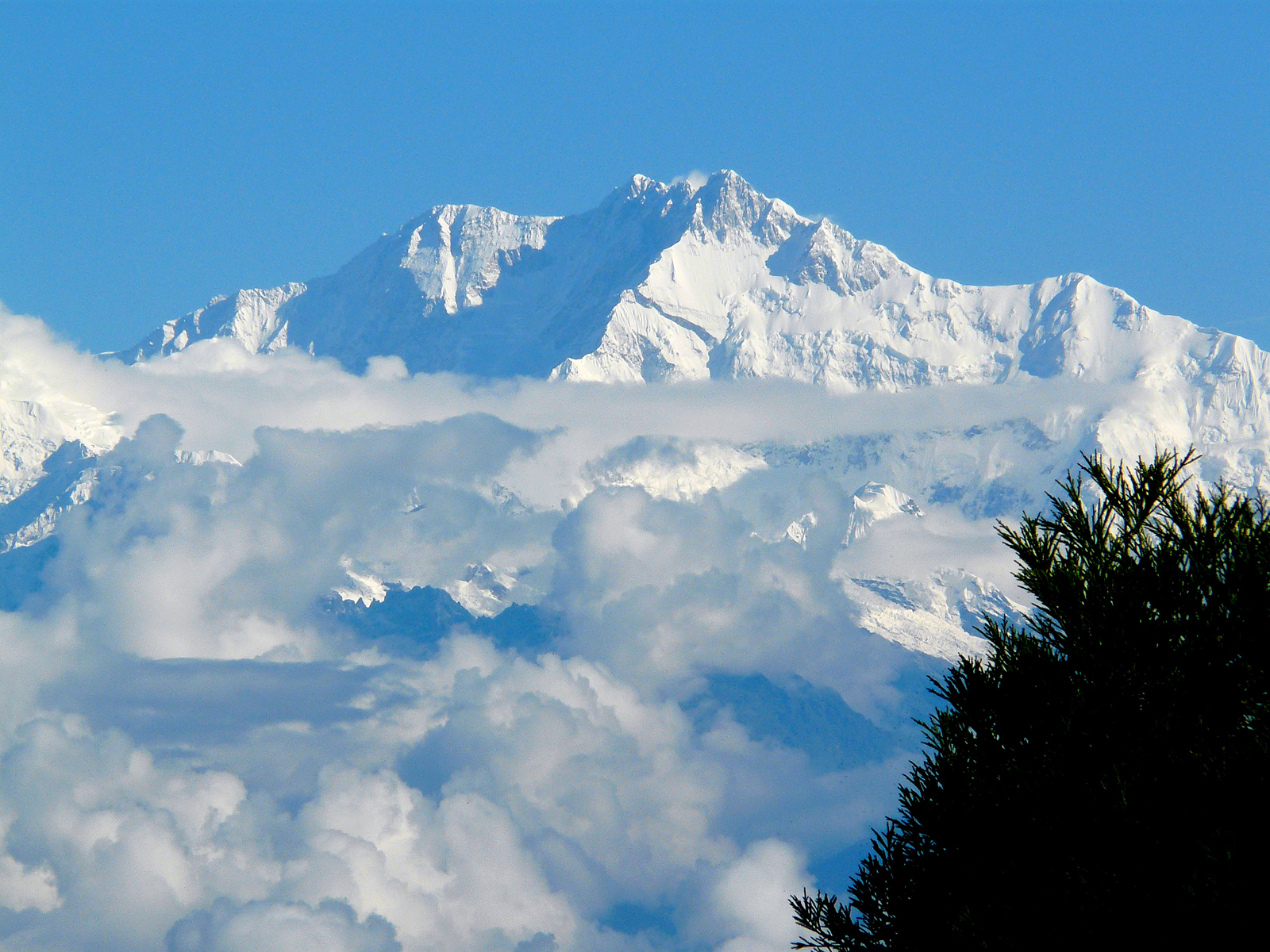
Le Kanchenjunga est le point culminant de l'Inde. Vu depuis Darjeeling.
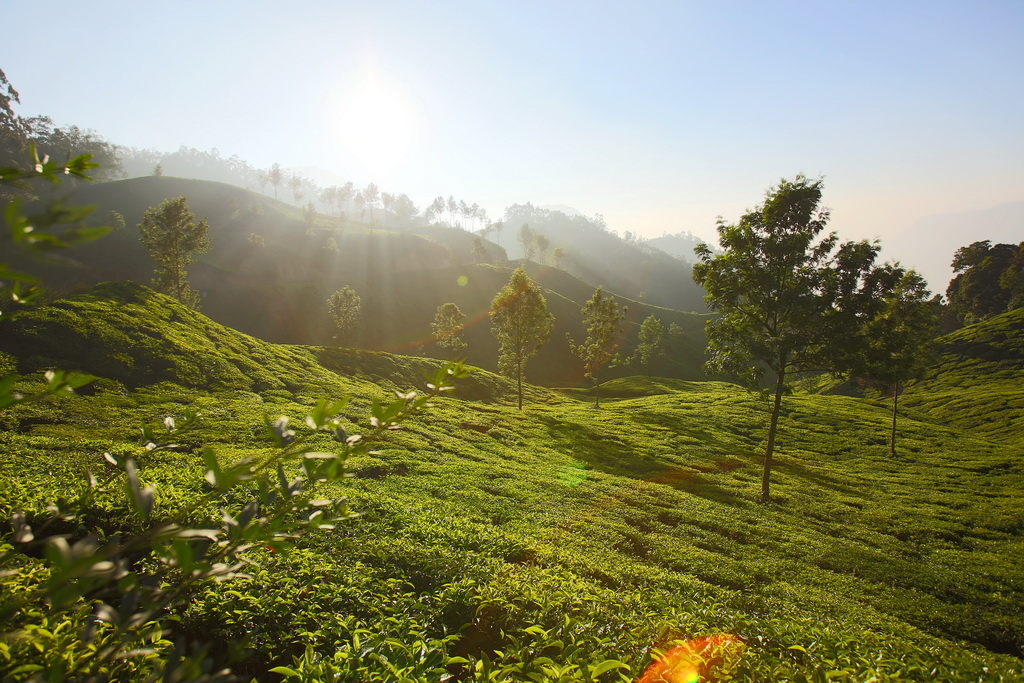
Du fait de leur cadre verdoyant, frais et insolite, les plantations de thé sont devenues une attraction à part entière.
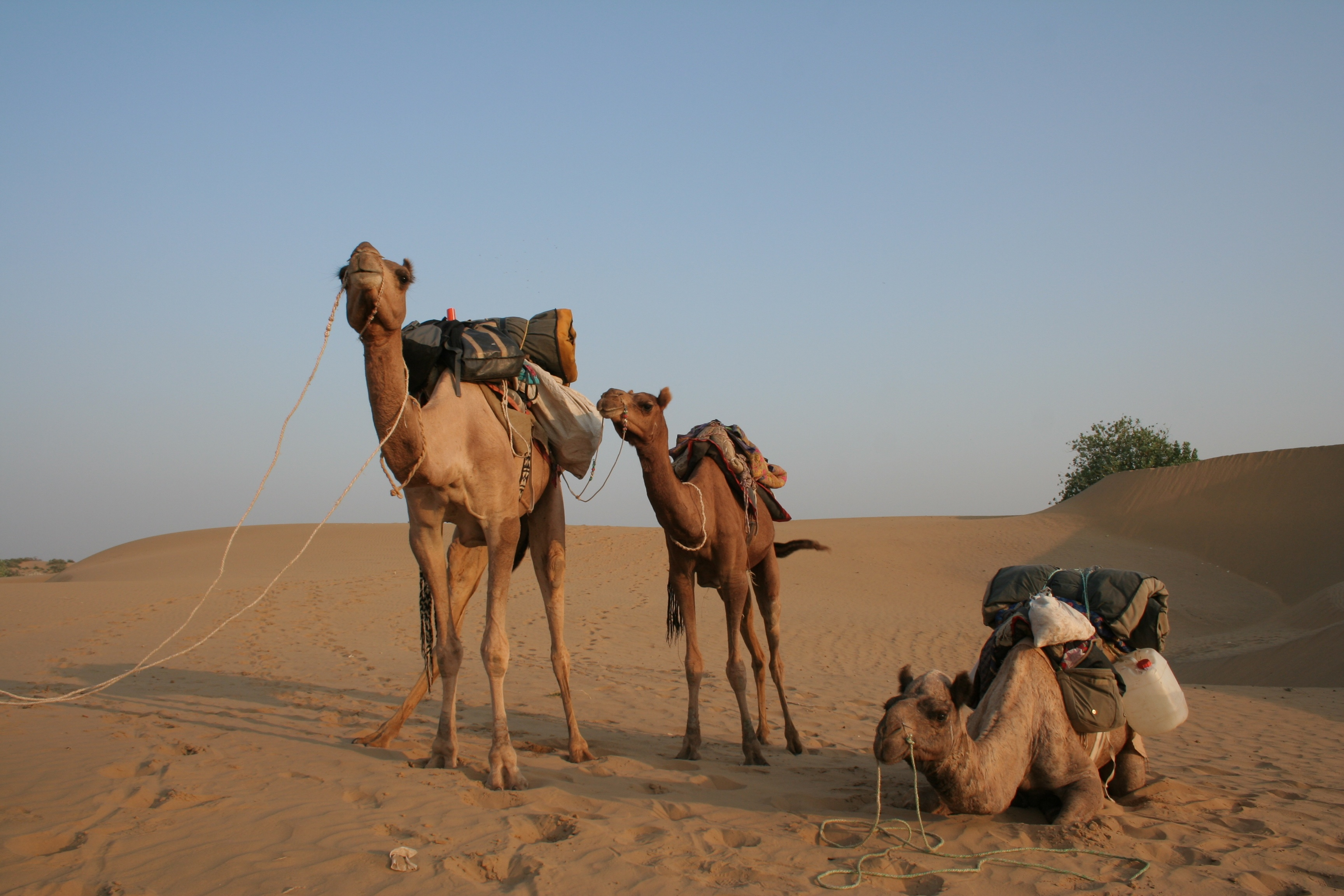
Le désert du Thar couvre une bonne partie du nord-ouest de l'Inde. L'État du Rajasthan est le principal bénéficiaire du tourisme dans cette région.
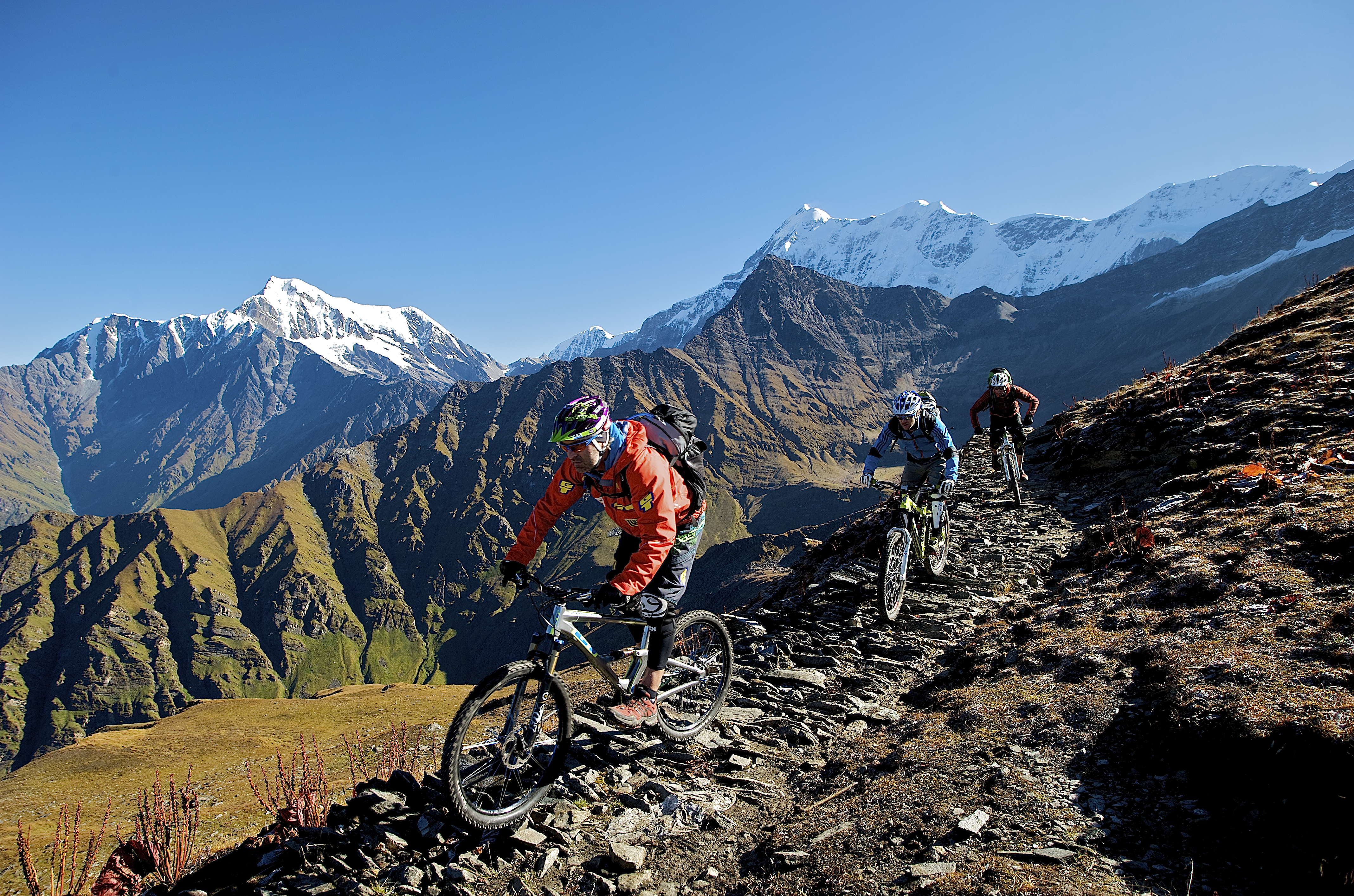
VTT sur un sentier du trek du lac Roopkund (Uttarakhand).
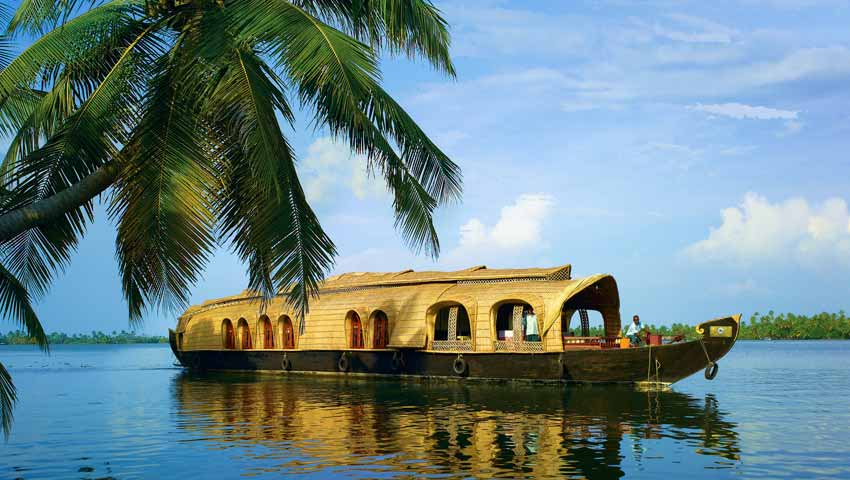
Les Backwaters sont une région naturelle du Kerala qui se résument en un long réseau de canaux et de lacs formés par les fleuves de la région souvent comparés à Venise.
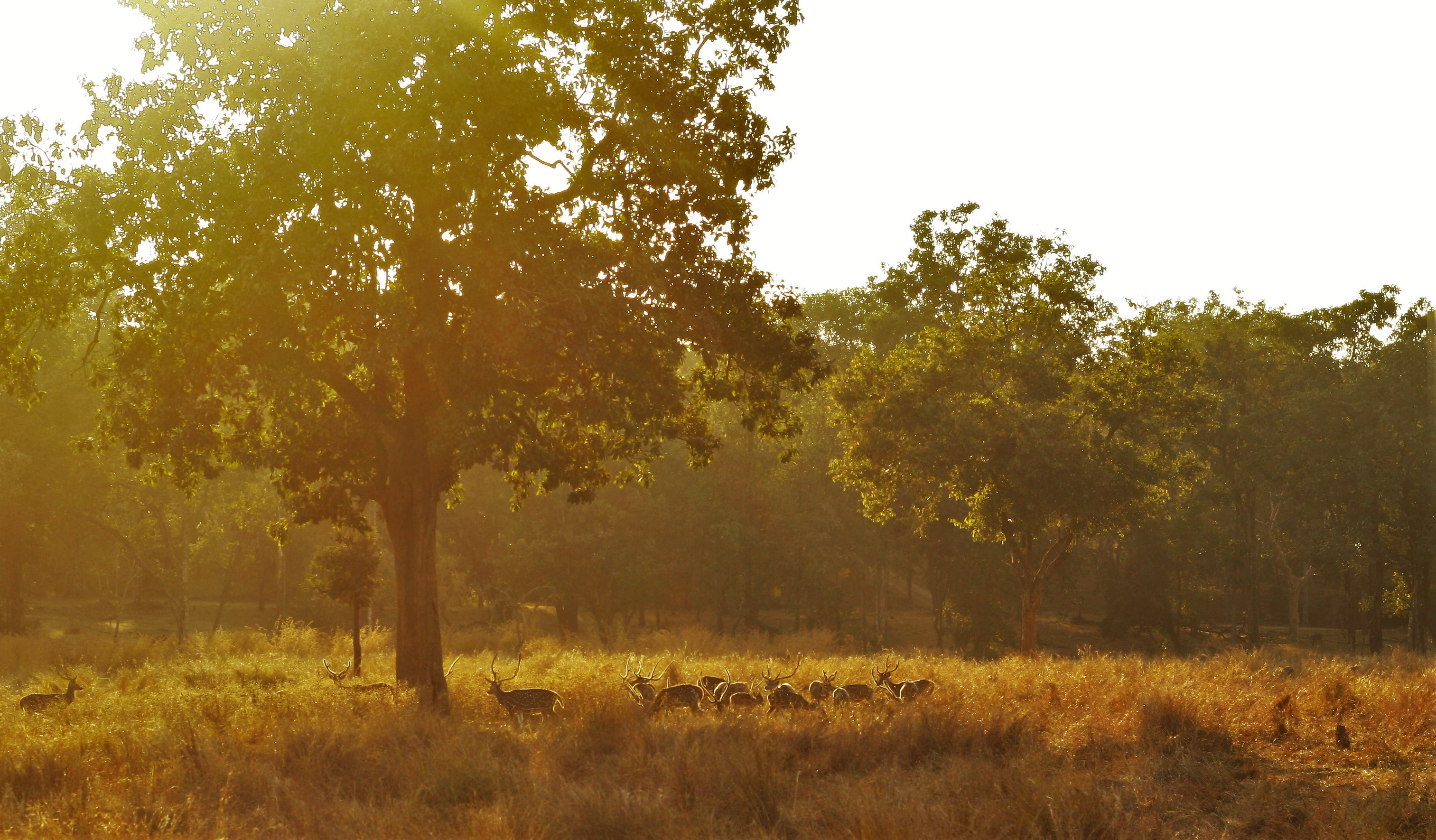
Harde de cerfs dans une clairière du Parc national de Pench, célèbre forêt connue pour être le cadre des récits du recueil Le Livre de la Jungle.
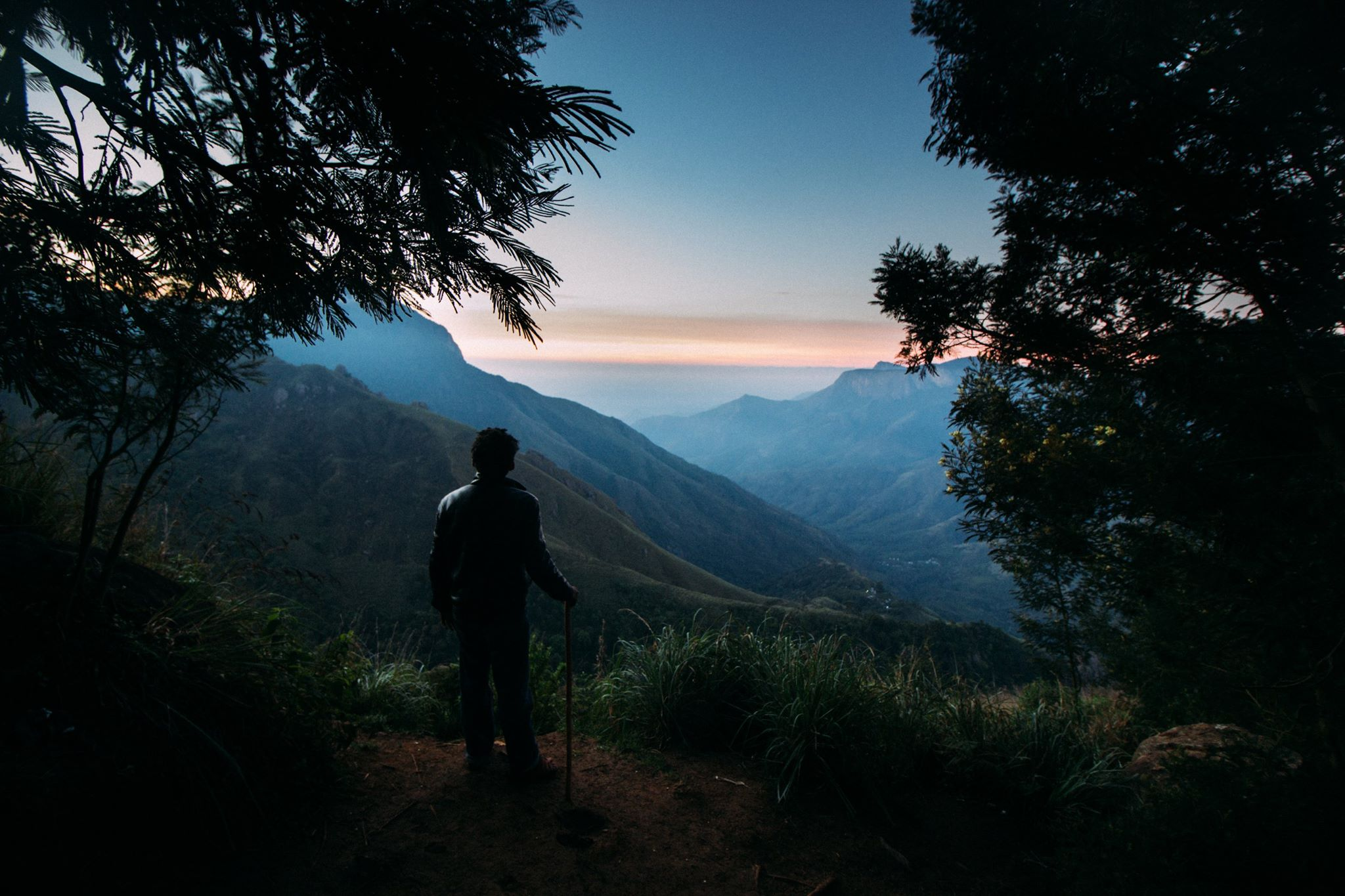
Les montagnes des Ghats occidentaux, dans le sud du pays, sont un paradis pour les amoureux de la nature et les trekkeurs.
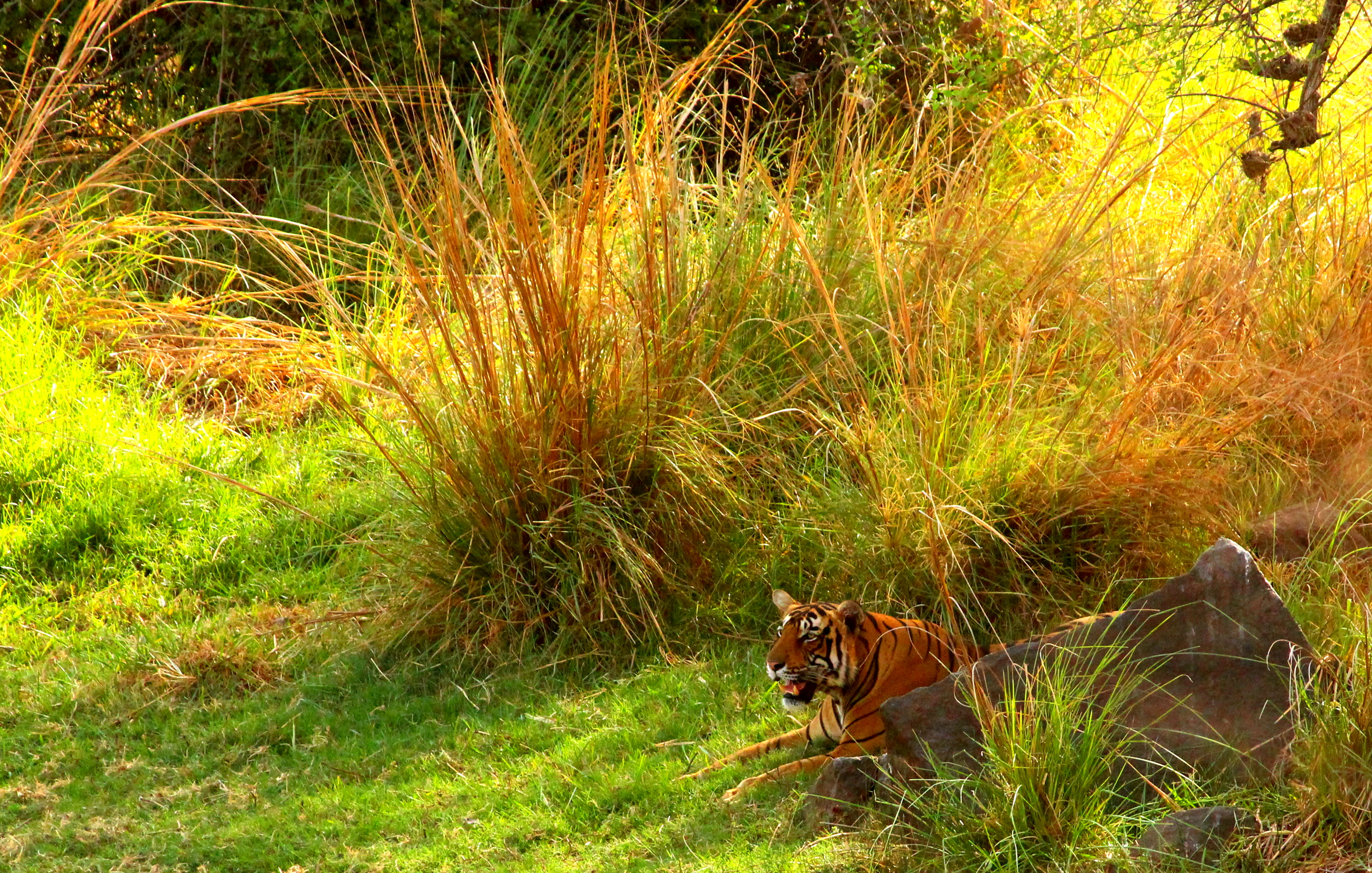
Tigre dans le Parc national de Ranthambore, un des plus visités d'Inde du Nord.
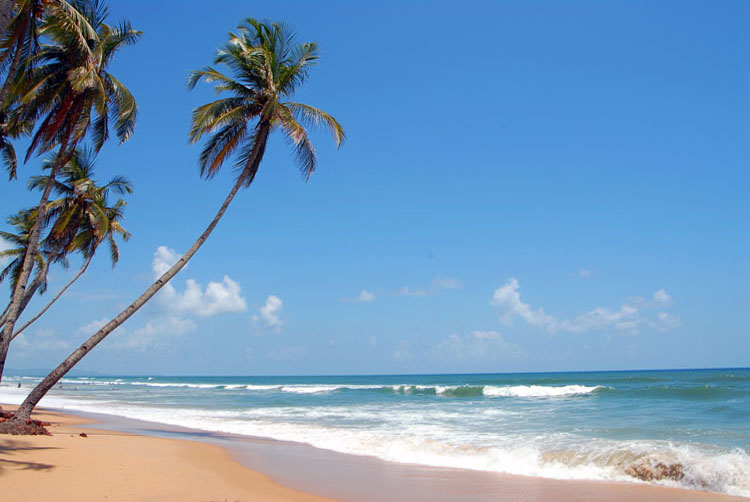
L'État de Goa, sur la côte ouest du pays, est célèbre pour ses étendues de plages qui attirent beaucoup de touristes étrangers.
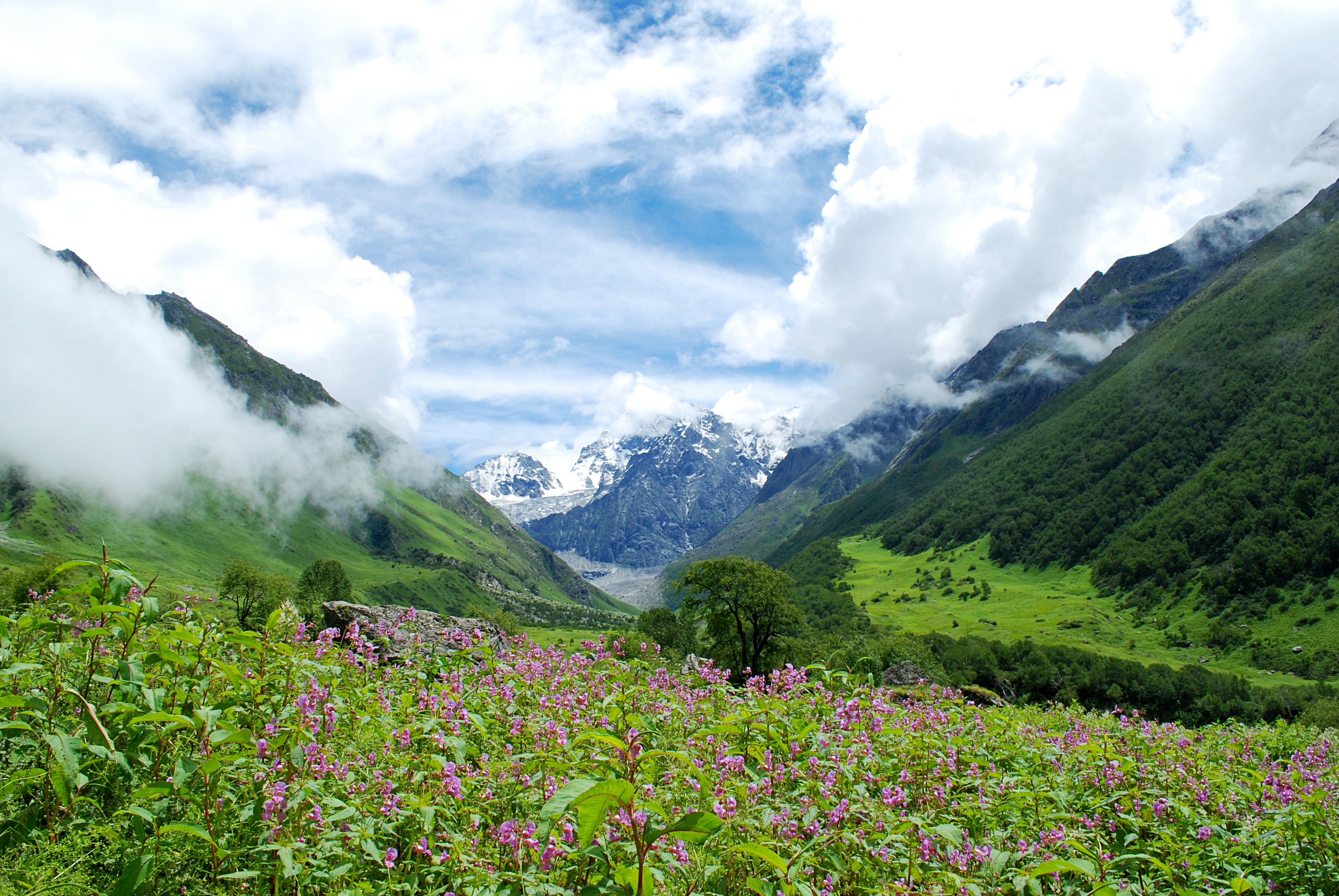
La Vallée des fleurs, dans la région du Garhwal, est un site classé au Patrimoine mondial qui accueille chaque année de nombreux visiteurs.
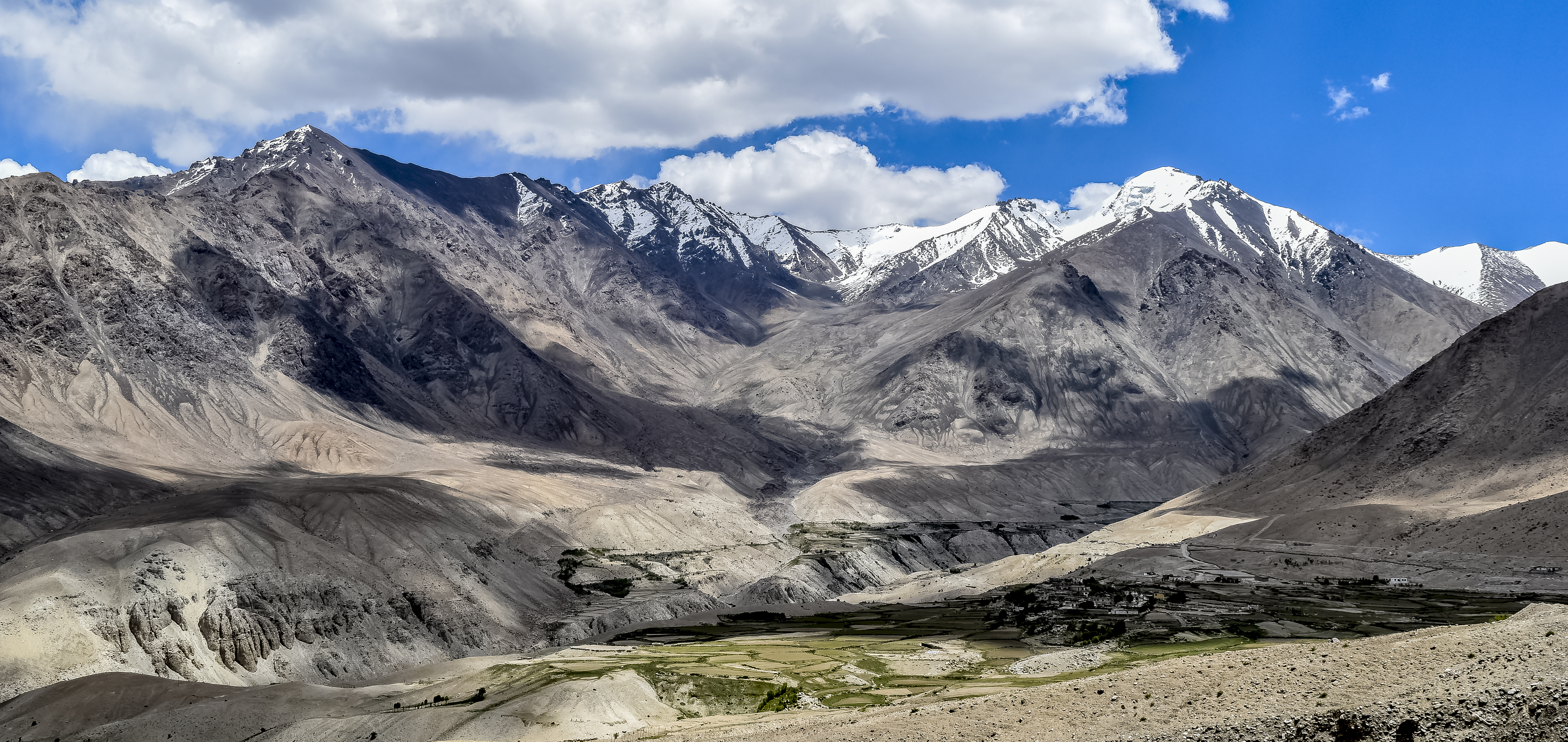
Le Ladakh, une des régions étendards du tourisme en Inde, est une destination de sports de haute montagne et de culture.
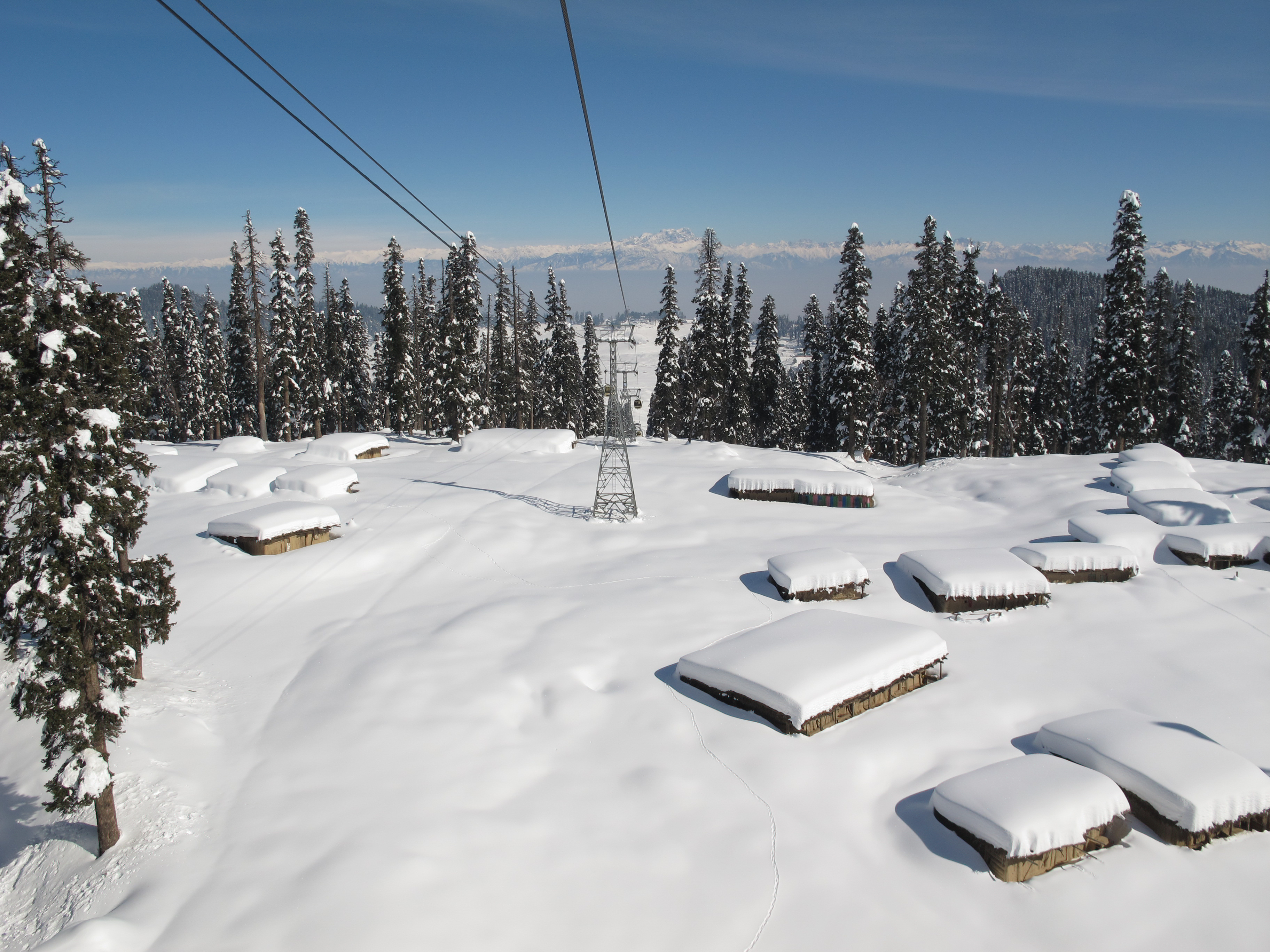
La station de ski de Gulmarg est la plus célèbre d'Inde.
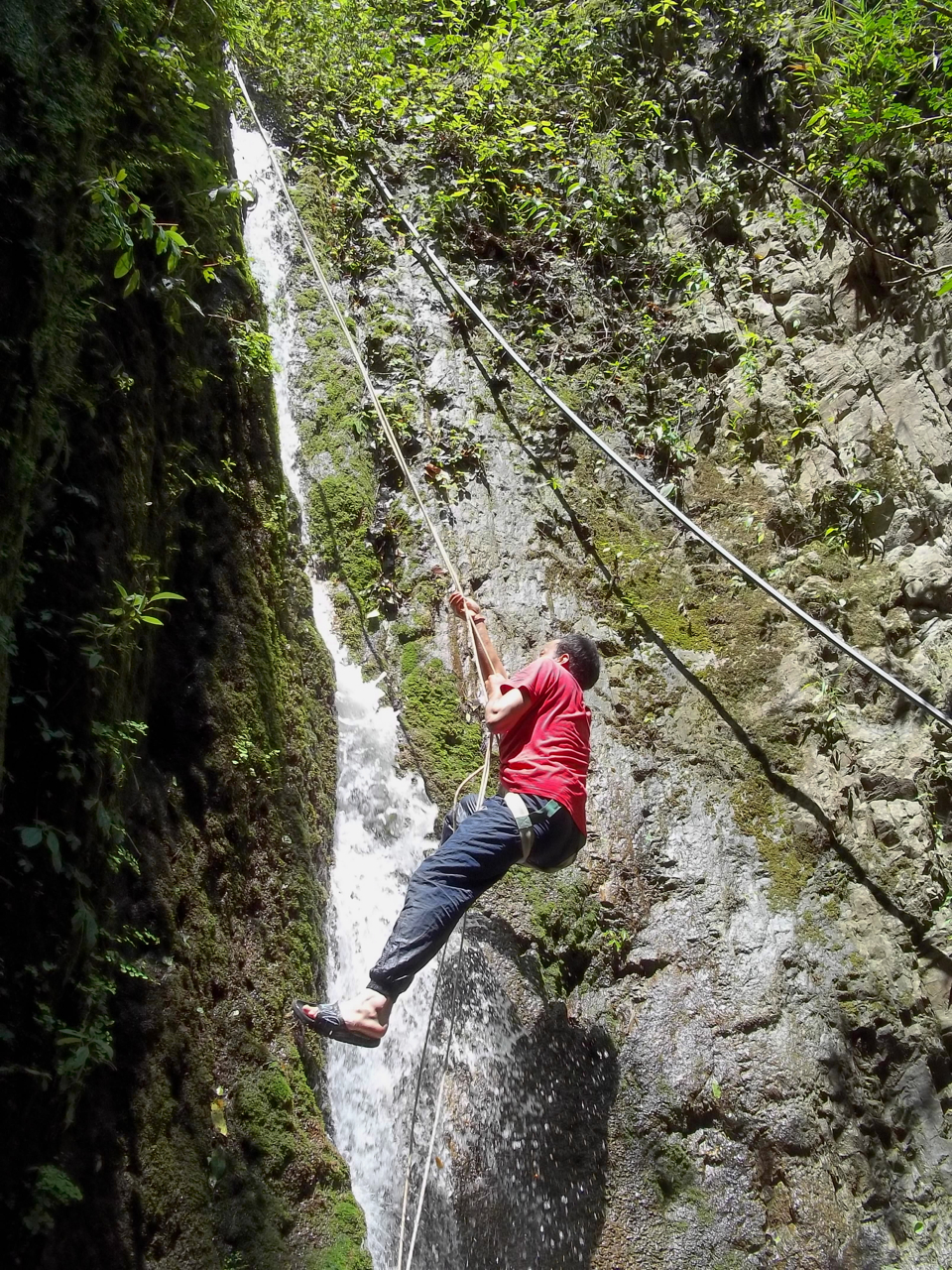
Escalade aux abords d'une cascade à Giripul, Himachal Pradesh.
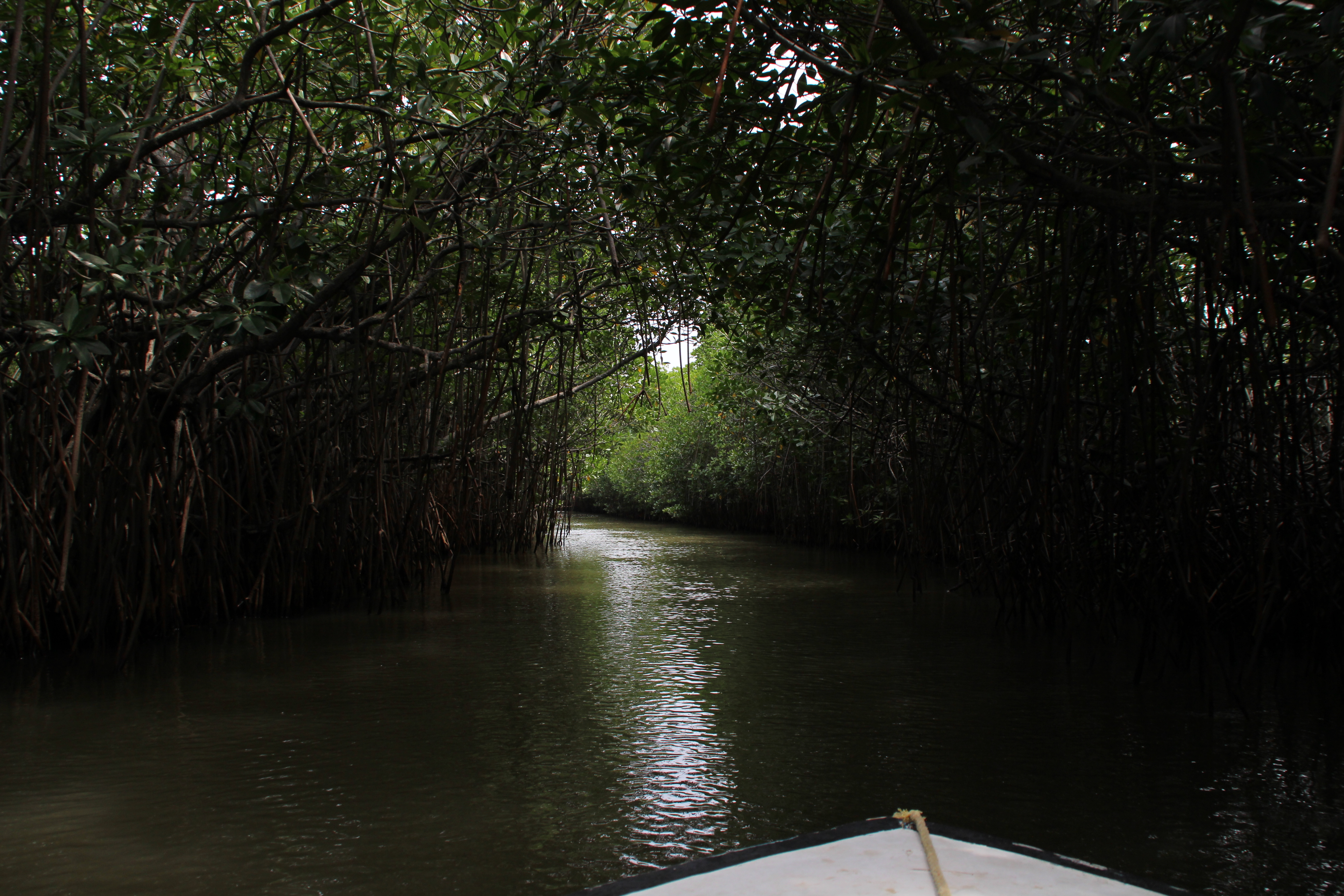
Les mangroves de Pichavaram, non loin de Chidambaram (Tamil Nadu), forment la seconde plus grande mangrove du monde après les Sundarbans.
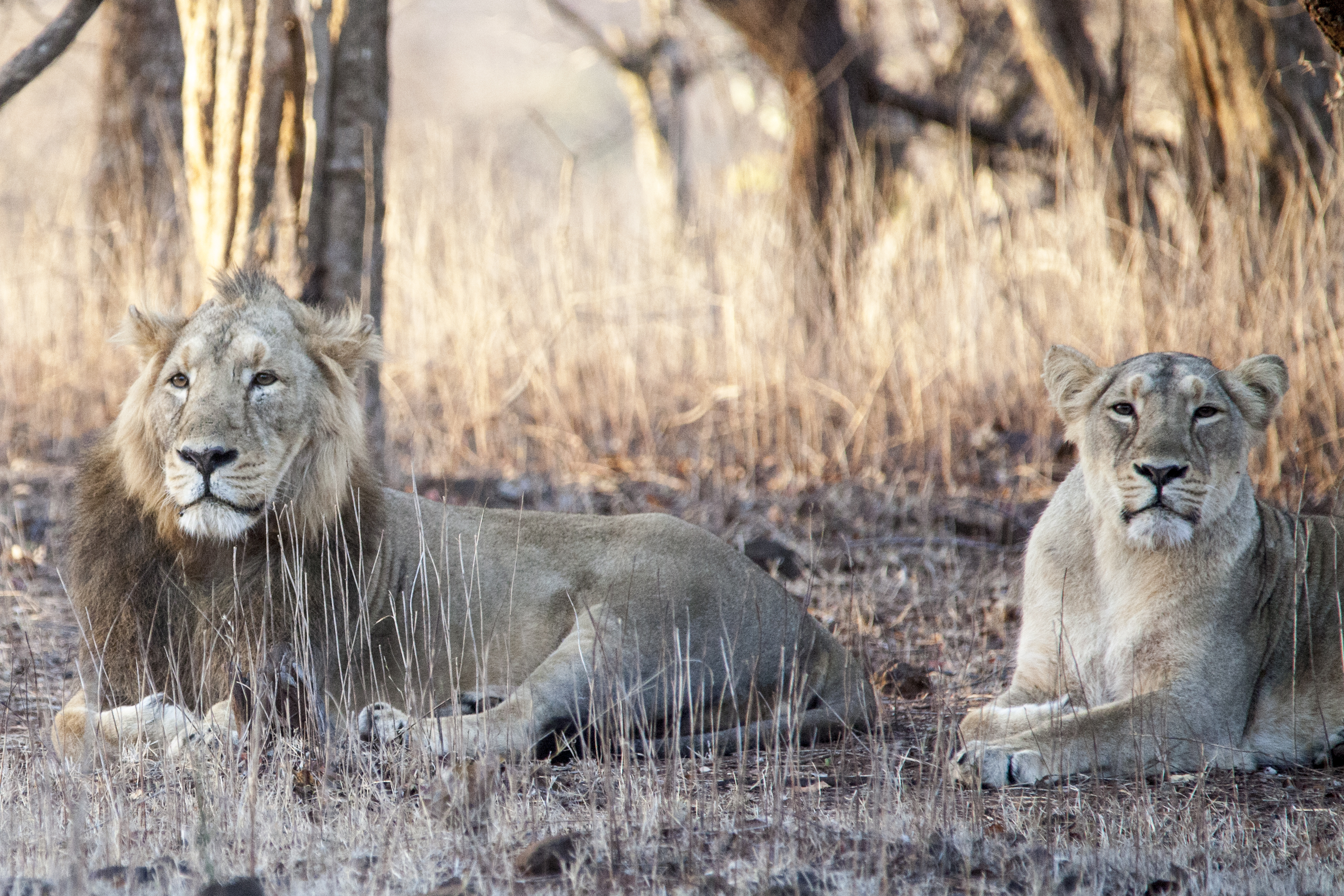
Couple de lions se prélassant dans le Parc national de la Forêt de Gir, dernier refuge de l'espèce en Inde.

## Tourisme par zone géographique

### Nord-Ouest
- Triangle d'or (Inde) (en) : Agra, Delhi, Jaipur
  - Liste des attractions touristiques à Delhi (en)
- Tourisme au Rajasthan (en)
- Tourisme au Gujarat (en) et Dadra et Nagar Haveli et Daman et Diu

### Nord
- Tourisme en Haryana (en) (Chandigarh)
- Tourisme à Chandigarh
- Tourisme en Himachal Pradesh (en) (Shimla, Dharamsala)
- Tourisme en Uttar Pradesh (en)
- Tourisme au Punjab (en)
- Tourisme en Uttarakhand (en)
- Tourisme en Jammu et Cahemire (en)
- Tourisme au Ladakh

### Centre et Centre-Ouest
- Tourisme au Maharashtra (en) (Mumbai ex-Bombay)
- Tourisme à Goa (en)
- Tourisme au Telangana (en) (Hyderabad)
- Tourisme au Madhya Pradesh (en) (Bhopal)

### Sud
- Tourisme aux Lakshadweep/Laquedives
- Tourisme au Kerala (en) (Thiruvananthapuram, ex-Trivandrum)
- Tourisme au Tamil Nadu (en) (Chennai, ex-Madras)
- Tourisme dans le territoire de Pondicherry (en)
- Tourisme au Karnataka (en) (Bangalore)
- Tourisme en Andhra Pradesh (en) (Visakhapatnam)

### Centre-Est et Est
- Tourisme en Odisha (en) (Bhubaneswar)
- Tourisme en Chattisgarh (en) (Raipur)
- Tourisme au Jharkhand (en) (Ranchi)
- Tourisme au Bihar (en) (Patna)
- Tourisme au Benagale occidental (en) (Kolkata, ex-Calcutta)

### Nord-Est
- Tourisme dans l'Inde du Nord-Est (en)
- Tourisme en Assam (en)
- Tourisme au Mizoram (en)
- Tourisme en Arunachal Pradesh
- Tourisme au Sikkim
- mais aussi Tourisme au Bhoutan
- et Tourisme aux îles Andaman et Nicobar (en)